# Site archéologique de Cherré
Vous lisez un « article de qualité » labellisé en 2017.
Pour les articles homonymes, voir Cherré.
Ce site n'est pas situé à Cherré, commune du même département de la Sarthe
Le site archéologique de Cherré est un complexe protohistorique et surtout antique, situé à Cherré, hameau de la commune d'Aubigné-Racan, en France.
Le site, au carrefour des territoires des Andécaves, des Aulerques Cénomans et des Turons, est tout d'abord une nécropole hallstattienne puis laténienne, comprenant des mégalithes, des tumulus, des sépultures et des dépôts d'armes rituels. La nécropole est probablement en relation avec un éperon fortifié situé non loin. Le complexe gallo-romain, dont la construction débute vers la fin du Ier siècle, connaît son apogée aux IIe et IIIe siècles et s'étend alors sur plus d'une quarantaine d'hectares. Toutefois, il ne semble pas faire l'objet d'une occupation permanente, comme en témoigne l'absence de trace probante d'habitat ou de voirie structurante. À cette époque, le complexe de Cherré se présente comme une « agglomération secondaire à fonctions religieuses dominantes », dédiée au culte impérial ou à un culte guerrier, lieu de rencontres saisonnières, commerciales et religieuses. Son utilisation cesse au IVe siècle. Ses monuments, dès lors abandonnés, servent de carrière de pierres pour de nouvelles constructions au Moyen Âge, églises romanes notamment. Ses ruines, qui se situent sur la rive droite du Loir, sont connues dès le début du XVIIIe siècle, mais il n'est formellement identifié comme site antique qu'en 1875 et son étude approfondie ne débute que dans les années 1970.
Les fouilles d'État, entreprises en 1976 par Claude Lambert et Jean Rioufreyt, et poursuivies jusqu'en 2006, permirent de mettre au jour la nécropole halstattienne, un théâtre antique de trois mille places, un bâtiment peut-être à double vocation (forum et macellum), deux temples, dont l'un assez semblable extérieurement à la Maison carrée de Nîmes, des thermes romains, et enfin un aqueduc alimentant l'ensemble du site. D'autres bâtiments, dont la fonction n'est pas connue, sont localisés mais restent à étudier.
Cherré est un site naturel classé depuis 1975. Le théâtre est classé au titre des monuments historiques en 1982 et, en 1991, ce sont tous les autres vestiges qui font l'objet d'une protection par inscription. Le site est une propriété du conseil départemental de la Sarthe qui, depuis la seconde moitié des années 2000, procède à des aménagements permettant un accès facilité aux ruines antiques et une meilleure information du public.

## Localisation et environnement

Le site de Cherré dans son environnement.

Plan du site antique,.

Le site de Cherré est localisé dans l'extrême sud du département de la Sarthe, non loin de l'Indre-et-Loire et du Maine-et-Loire. Il se trouve, à vol d'oiseau, à 3,9 km au sud-ouest du chef-lieu communal d'Aubigné-Racan, de part et d'autre de la D 305 qui relie Vaas, à l'est, au Lude, à l'ouest. Le lieu-dit aubignanais est à 40 km du Mans et à 30 km de Laval.
Mesurant plus de 500 m du nord au sud, il couvre plus d'une quarantaine d'hectares à une altitude s'abaissant progressivement de 45 m au niveau du théâtre et du marché-forum à 40 m près des thermes.
Une barre rocheuse, culminant à l'altitude de 95 m, domine le complexe antique vers l'ouest et son extrémité sud a été fortifiée à l'âge du bronze. Son emprise se situe dans un vaste méandre de la rive droite du Loir, qui coule à 600 m ; une zone marécageuse occupait, à l'époque antique, une partie du site, notamment au niveau du grand temple et, plus au sud, vers le Loir,.

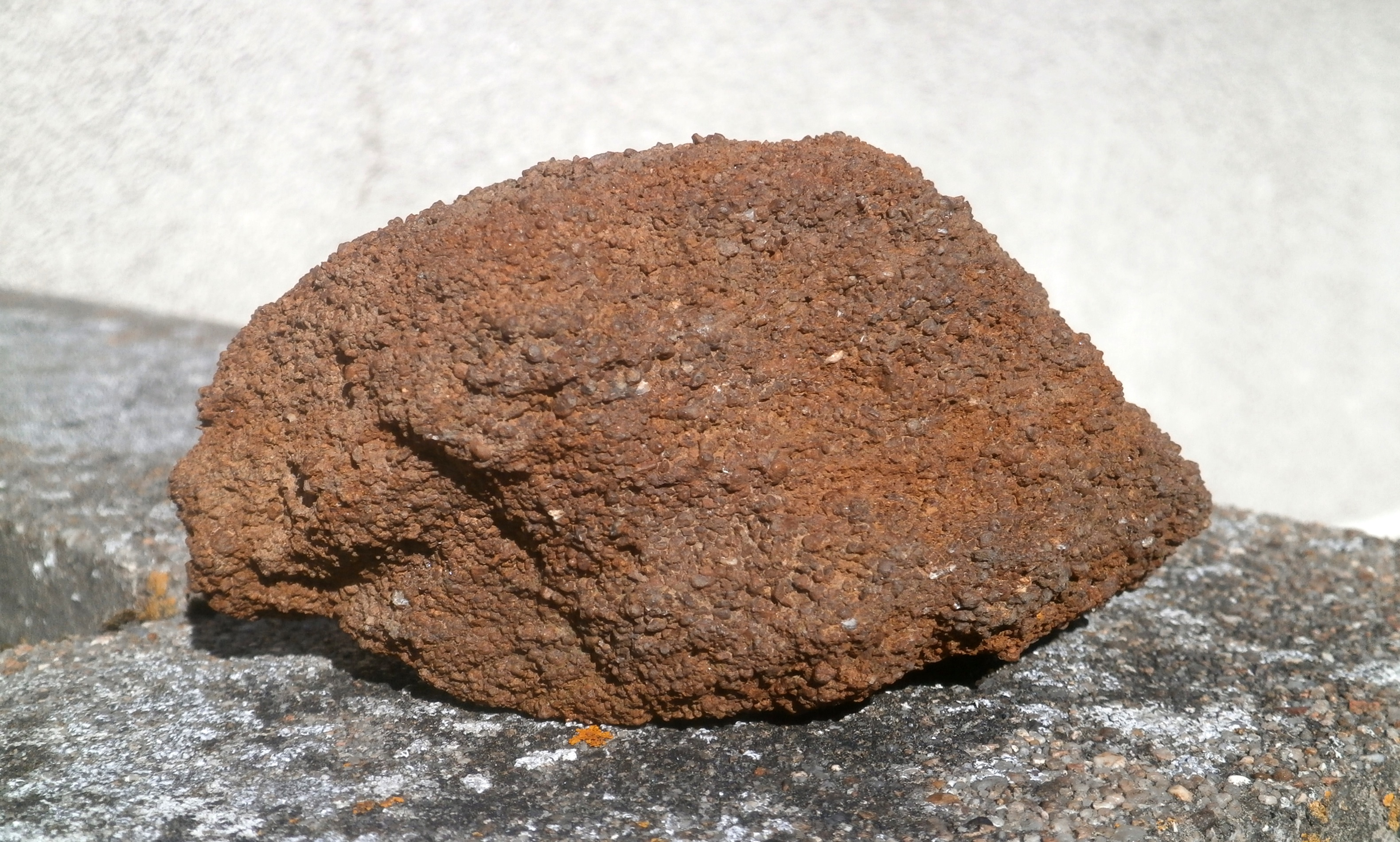
Moellon de grès roussard (Cherré).

Dans la commune voisine de Coulongé, se trouvent des gisements de grès, essentiellement un grès roussard du Cénomanien supérieur, employé pour la première phase de construction des monuments, mais aussi un grès plus blanc utilisé lors des réaménagements ou des agrandissements du IIe siècle. Le grès est préféré au tuffeau qui constitue le coteau du Loir sur sa rive gauche. Une carrière, à proximité de l'agglomération lavalloise, a certainement pourvu en blocs taillés de calcaire rose plusieurs monuments gallo-romains du site de Cherré, notamment pour réaliser les décorations de ces édifices.
La mise au jour d'une via romana, dénommée « chemin des Romains », dont l'exploitation s'est prolongée jusqu'au cours du haut Moyen Âge, et qui traverse la commune de Saulges en droite ligne de la route qui va jusqu'à Chenu, entraîne plusieurs hypothèses. Le complexe antique de Vaas pourrait indiquer l'embranchement d'un axe de réseau viaire, menant vers le nord-ouest en aval de la traversée du Loir. Ce tracé, quoique situé à un point de raccordement, conserve son orientation d'origine pour atteindre Vindunum (Le Mans) d'une part et Chenu d'autre part. Quoique les vestiges de cet itinéraire antique demeurent discontinus, la direction prise par l'une des deux branches de ce réseau antique suggère que celle-ci passe par la zone nord-ouest de la commune d'Aubigné-Racan. Les récents travaux de prospections archéologiques effectués dans cette région sarthoise (arrondissement de La Flèche et canton du Lude), confirment que Vaas, proche de Cherré, est traversée par un chemin antique reliant Vindunum à Cæsarodunum (l'actuelle ville de Tours). Les restes de cet itinéraire d'époque gallo-romaine, quoique partiels, ont été très clairement identifiés sur le territoire védaquais au niveau du lieu-dit le « Gué de La Pierre ».
En 2001, un buste d'Amour en bronze (probablement une applique, haute de 8,1 cm), actuellement conservé au « Carré Plantagenêt », au Mans, est découvert fortuitement à 1,9 km à l'est-sud-est de Cherré, sur la rive gauche du Loir, à « la Bodinière » (Vaas). Daté de la première moitié du Ier siècle, il est comparable à des trouvailles faites sur les sites antiques de Berrouaghia en Algérie ou de Volubilis au Maroc. À la suite de cette découverte, et bien que les lieux aient été partiellement bouleversés par l'établissement, en 1863, de la ligne ferroviaire reliant Aubigné-Racan à Sablé-sur-Sarthe, une villa, qui a peut-être appartenu au notable ayant contribué à la construction d'une partie des bâtiments du complexe gallo-romain, est inventée grâce à des sondages réalisés par Claude Lambert et Jean Rioufreyt en 2004,,. Elle est composée de deux bâtiments encadrant symétriquement une cour centrale ; l'applique en bronze, probablement importée de la région de Rome ou d'Alexandrie, témoigne de son opulence décorative.

## Toponymie

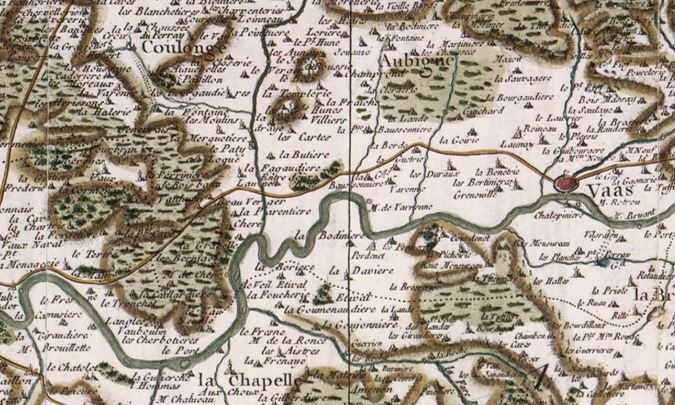
Cherré sur la carte de Cassini.

Eugène Vallée et Robert Latouche, dans leur Dictionnaire topographique du département de la Sarthe paru en 1952, signalent pour Cherré, sur la commune d'Aubigné-Racan, les mentions de la carte d'Hubert Jaillot (Cherray en 1706), celle de Cassini (Cheré vers 1765), puis celles de la carte d'État-Major (Cheray en 1820-1866) et enfin la mention de Cherray dans un texte de François Liger en 1896. Les mêmes auteurs, ainsi qu'Ernest Nègre, font également état de deux mentions très anciennes, Karaico, sur un acte de 616 et decima de Cherreio en 1170 ; Vallée et Latouche attribuent ces toponymes à Cherré, commune limitrophe de La Ferté-Bernard, suivant en cela Thomas Cauvin (1845). Une étude menée au début des années 2000 par Jean-Pierre Brunterc'h, conservateur en chef du patrimoine, montre que l'assimilation de Kariacus (forme corrigée de Karaico) à Cherré (Aubigné-Racan) est une hypothèse recevable.
Le toponyme pourrait être dérivé du terme latin carrus ou currus, dont l'équivalent gaulois est karros, ou encore du latin carretta, signifiant « char », « chariot » ou « charrette »,. Le terme, auquel est ajouté le suffixe -iacum ou -iacus pour donner « Carriacus » (ou Kariacus) et carruca, terme de déclinaison latine, est attesté dans certains textes de Pline l'Ancien et désigne généralement un char à deux roues ou une charrue. Ce mot peut être également accompagné des déclinaisons latines -a ou -ulum. Ce terme englobe les notions relatives au « transport », en particulier celui à vocation économique. Il indiquerait ainsi la proximité d'une voie de circulation antique ou médiévale fréquentée par les chars et les charrettes, voire, de manière plus précise, un « chemin où passent les charrettes ».

## De la Préhistoire à l'époque contemporaine

### Néolithique et Protohistoire

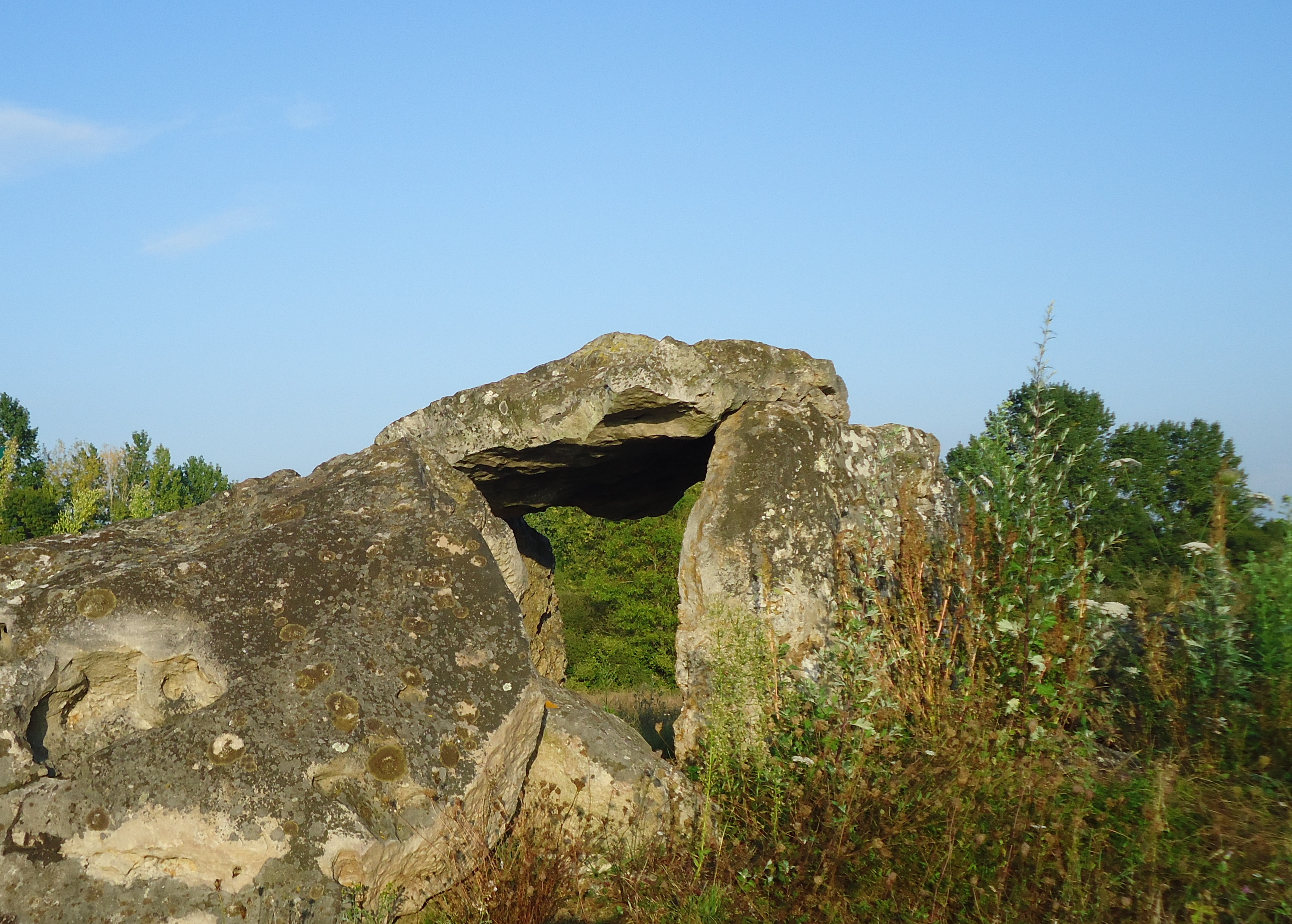
Dolmen d'Amenon.

La présence humaine permanente dans le sud de la Sarthe remonte au moins au Néolithique. Un ensemble mégalithique, le dolmen dit d'« Amenon », fouillé dans les années 1970 à Saint-Germain-d'Arcé, a été utilisé comme lieu de sépulture à la fin du quatrième millénaire avant Jésus-Christ. De nombreux autres dolmens ou menhirs sont signalés à Aubigné-Racan et dans les communes voisines, comme Vaas (dolmen dit de « la Pierre Couverte »,) ou Dissay-sous-Courcillon, ainsi que plusieurs enceintes protohistoriques.
En bordure du site, des tertres ont été signalés. Ces lieux cultuels, datés de la fin de l'âge du bronze et du « Hallstatt A1 », semblent avoir été érigés dans un objectif d'« appropriation du territoire environnant ».

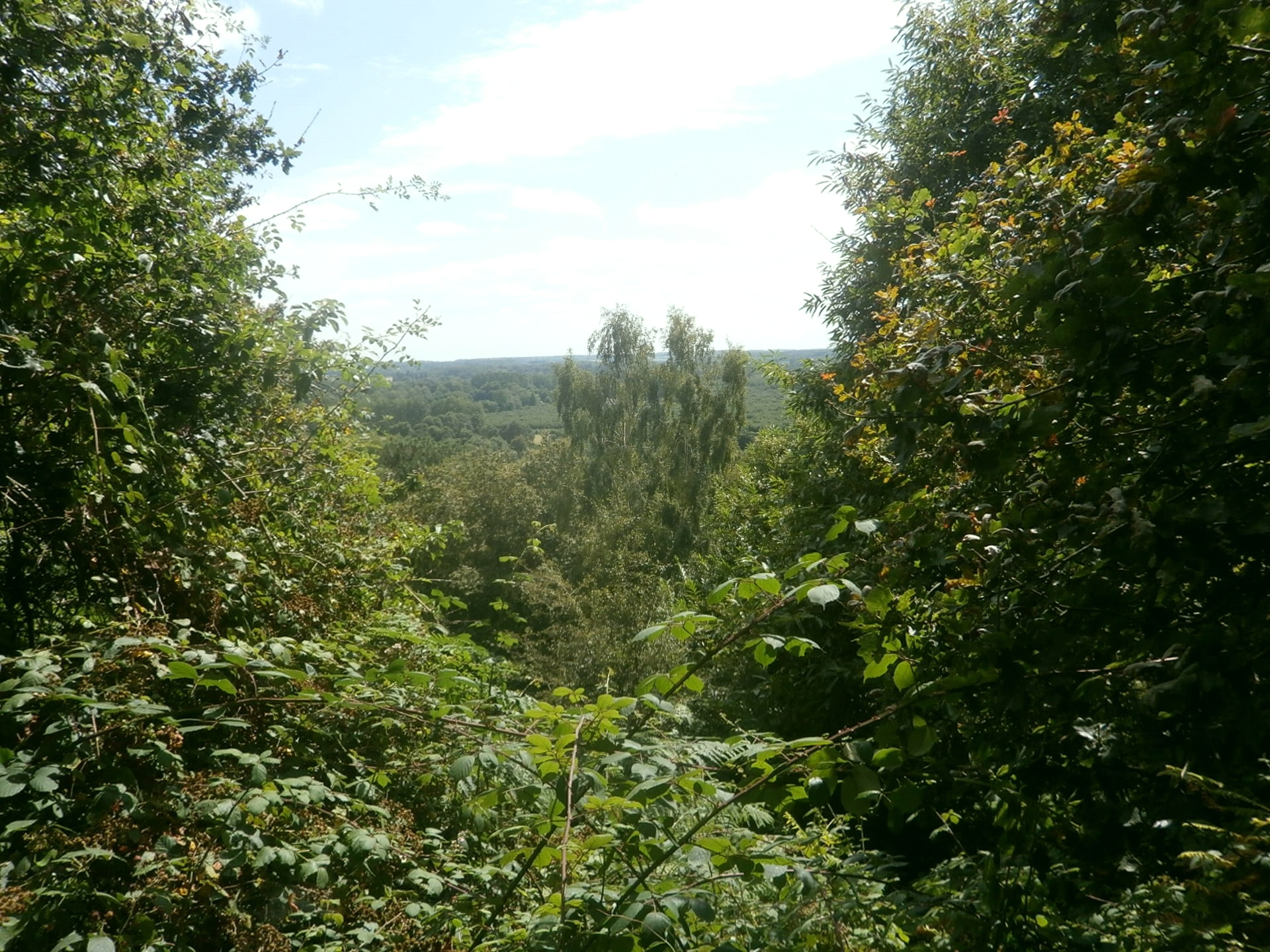
La vallée du Loir vue depuis le camp de Vaux.

À 1 500 m au sud-sud-ouest du lieu-dit aubignanais, un éperon, le « camp de Vaux », est occupé dès le VIIe siècle av. J.-C. ; il surplombe le Loir. Sa phase de fortification — le talus ayant supporté une palissade est toujours partiellement discernable — s'accompagne, au nord-est et dans la vallée, sur le site de Cherré, de la création d'une nécropole de l'âge du bronze et du Hallstatt,. Cette nécropole, où des armes faisant l'objet de dépôts rituels ont été retrouvées, est établie au carrefour de trois territoires gaulois, celui des Turons au sud-est, des Aulerques Cénomans au nord et des Andécaves au sud-ouest,,.
Même si elle est, à l'âge du fer, peu visible en l'absence de vestiges architecturaux, la vocation commerciale du site au sein de la vallée est importante et elle va s'amplifier après la conquête romaine,. Au terme de cette période, au cours de La Tène « B2 » et « C1 », Cherré fait partie intégrante du territoire cénoman,.

### Antiquité

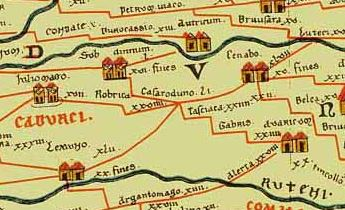
Extrait de la table de Peutinger mentionnant Fines (Vaas) entre Subdinnum (Le Mans) et Casaroduno (Tours).

Dans l'Antiquité, le site devint un vicus de la Gaule romaine se trouvant à l'écart de la grande voie de communication qui relie Caesarodunum (Tours) à Vindunum (Le Mans) en passant par Vaas et de celle qui, passant par le Lude et Coulongé à l'ouest, relie Le Mans à Poitiers. Il est desservi à cette époque par plusieurs voies secondaires ou chemins, probablement hérités de la Protohistoire, et le Loir est alors navigable. La parure monumentale est mise en place dans la seconde moitié du Ier siècle. Des agrandissements et des remaniements sont opérés moins de cent ans plus tard sur chacun des monuments étudiés. Au début de la période impériale, hormis ceux de Cherré et de Sainte-Gemmes-sur-Loire (cité appartenant à la civitas des Andécaves), peu de sites implantés dans l'Ouest de la Gaule bénéficient de la mise en place d'une parure monumentale aussi complète. C'est à cette époque, au cours de la période flavienne, que le lieu-dit aubignanais connaît un important développement politique et administratif de type édiliaire. L'occupation se poursuit de manière intensive jusqu'à la fin du IIIe siècle. Cherré doit, pendant cette période, accueillir des manifestations saisonnières commerciales, mais également des célébrations du culte impérial romain. L'absence de voirie organisée et de vestiges d'habitat — les bâtiments fouillés ou mis en évidence ne peuvent être, au regard des données disponibles, assimilés à des structures d'habitat pérenne — exclut, a priori, une occupation permanente.
Divers facteurs peuvent être invoqués pour expliquer l'abandon du site entre la fin du IIIe siècle et le début du IVe siècle : insécurité, crise économique et politique, émergence du christianisme.

### Moyen Âge
Au Moyen Âge, ces lieux semblent désertés, même si une petite nécropole, datant probablement de la dynastie mérovingienne ou carolingienne et constituée de 39 sépultures, en occupe une partie. Ces tombes haut-moyenâgeuses ont été mises au jour tout autour du temple, sous forme d'inhumations en pleine terre ou, plus rarement, dans des coffres en schiste. Une autre nécropole, au nord du site, aurait livré 34 sarcophages de grès mais elle n'est connue que par des mentions anciennes (1857 et 1939) et par les résultats d'une fouille clandestine de 1975. Une sépulture isolée, peut-être de la même époque, est mise au jour près des thermes. Cherré retrouve alors, comme à l'époque protohistorique, sa vocation cimétériale ; un petit sanctuaire chrétien y est peut-être associé,. Les rassemblements qui s'y déroulaient se reportent à Vaas, mieux desservi par la voirie, et qui connaît, pendant le haut Moyen Âge, un fort développement. Les matériaux des monuments ruinés sont récupérés pour construire les bâtiments alentour. Les églises romanes Saint-Martin-de-Vertou d'Aubigné-Racan, Saint-Lubin de Coulongé, Saint-Martin de Sarcé et Saint-Denis de Verneil-le-Chétif, ainsi que l'ancienne abbatiale Notre-Dame de Vaas, conservent ainsi, en remploi, de nombreux blocs de grand appareil ou des moellons provenant du temple de Cherré, restituant même parfois le décor du monument d'origine. Le terrain est rendu à l'agriculture jusqu'au XIXe siècle ; cela a pour effet de limiter l'épaisseur des dépôts liés à l'activité humaine sur les vestiges qui, lors des premières fouilles du XIXe siècle, sont presque affleurants.

Remplois des matériaux prélevés sur le site de Cherré
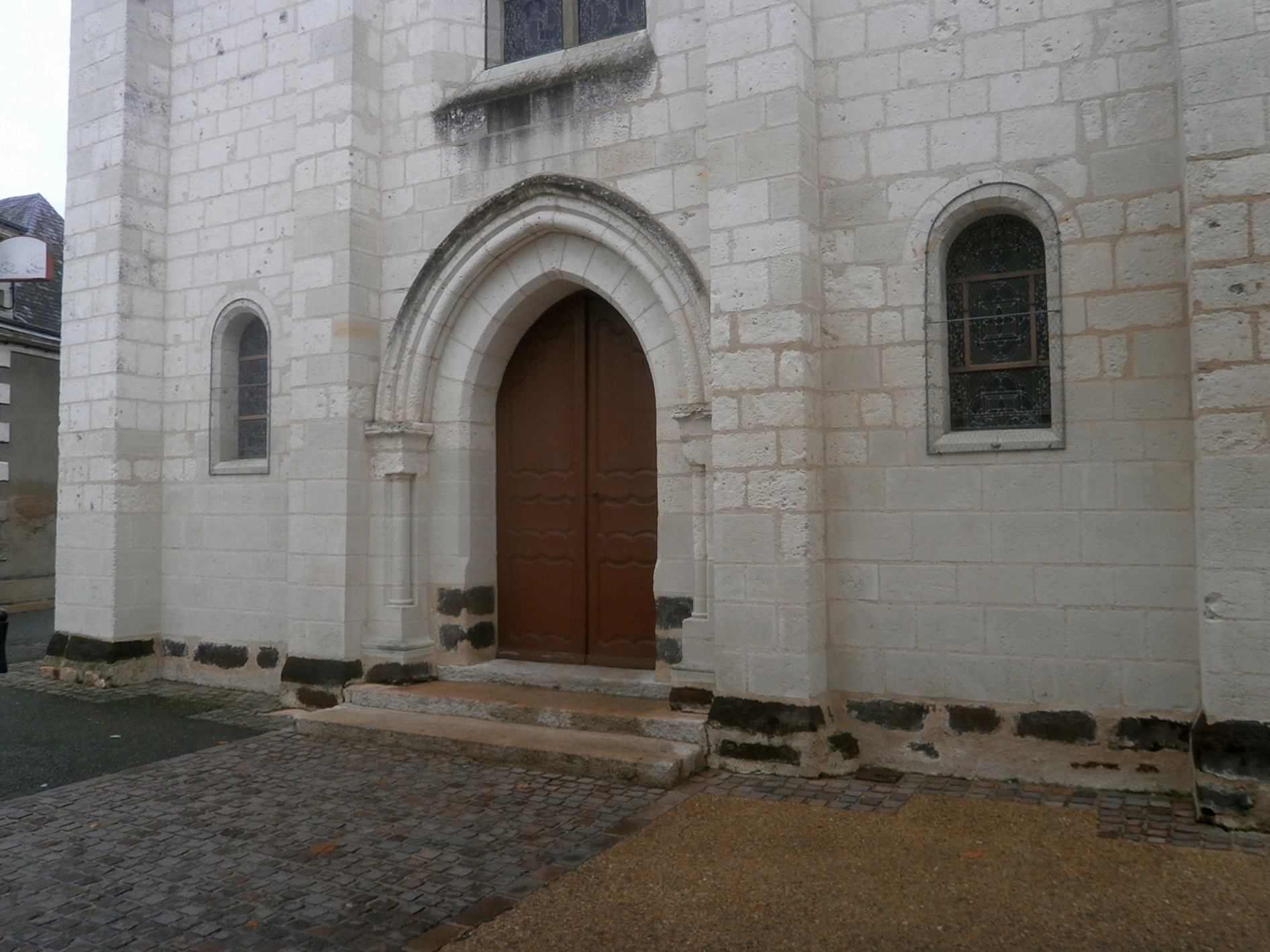
Église d'Aubigné-Racan : grand appareil en grès dans les soubassements de la nef.
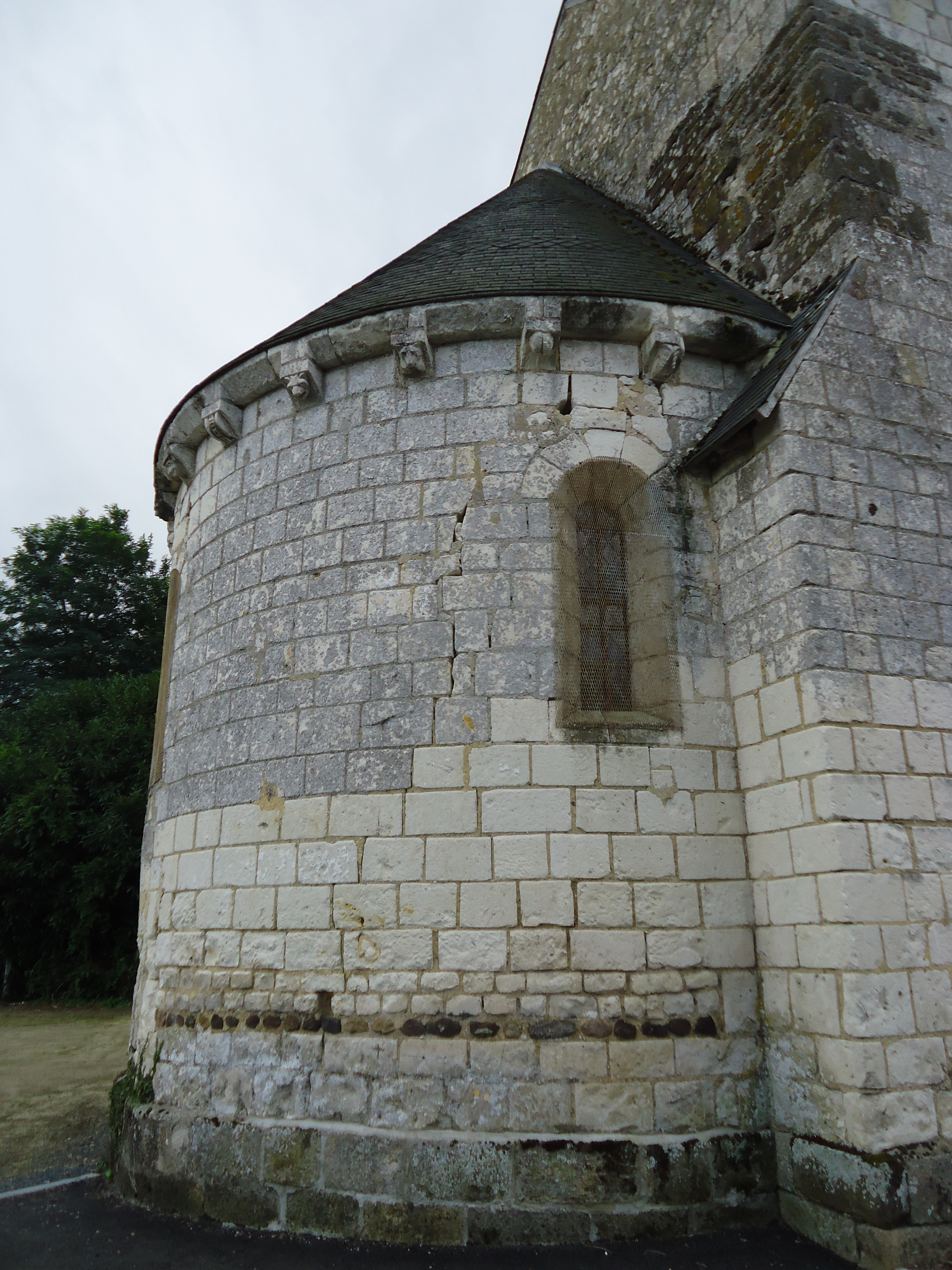
Église de Coulongé : petit appareil en grès dans l'élévation de l'abside.
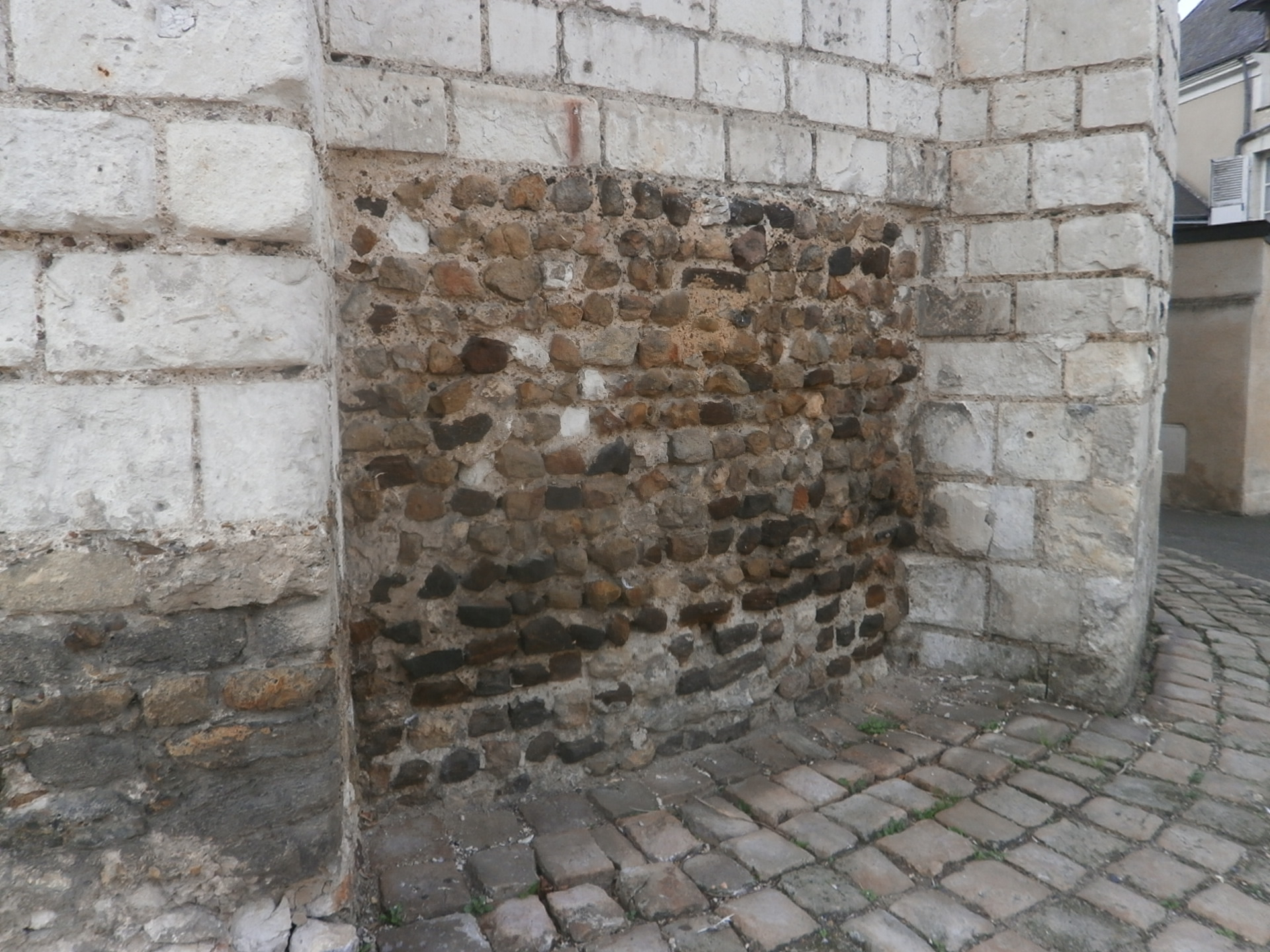
Église de Vaas : petit appareil en grès dans les soubassements de l'abside.
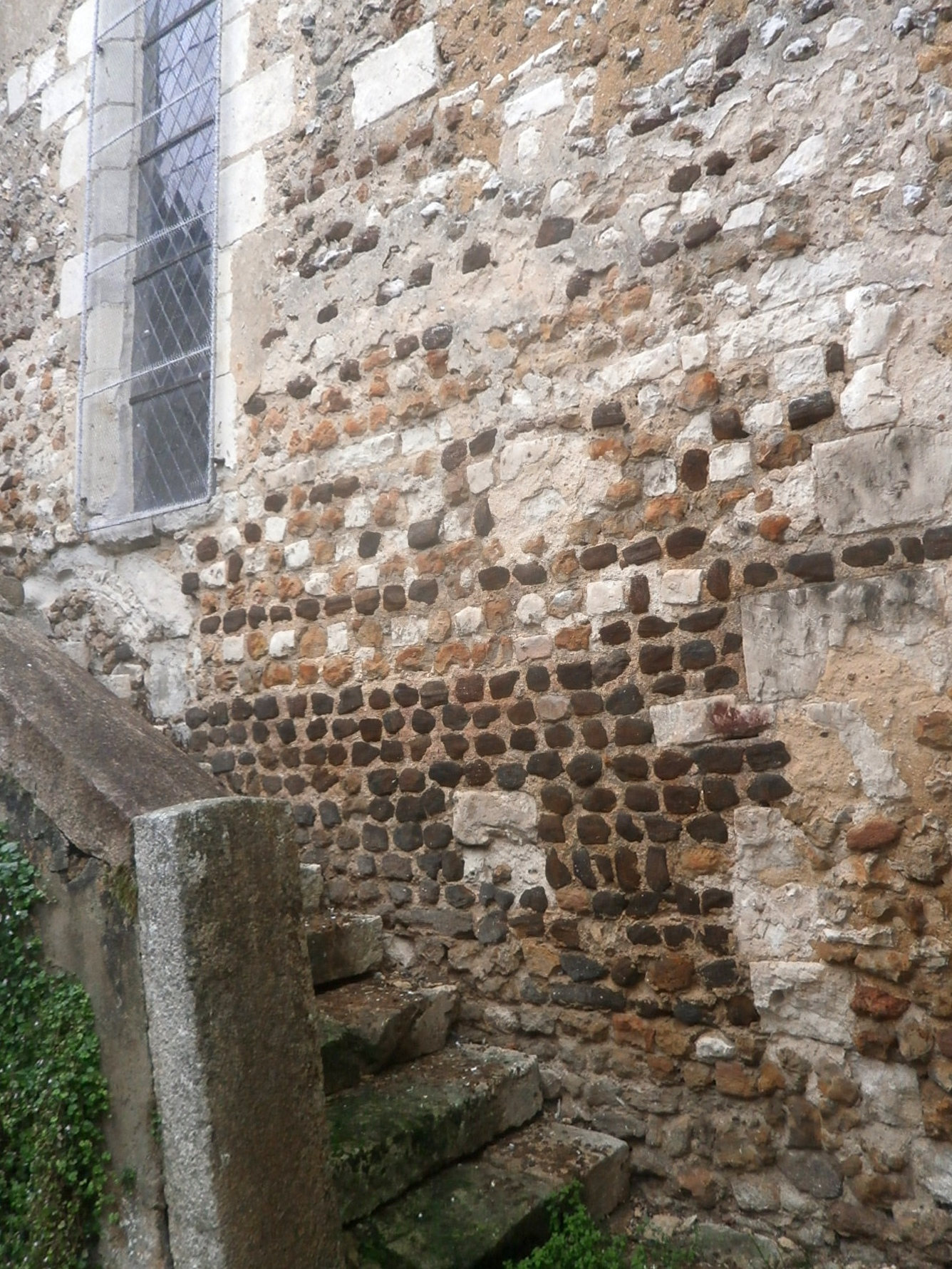
Église de Verneil-le-Chétif : petit appareil dans les murs de la nef.
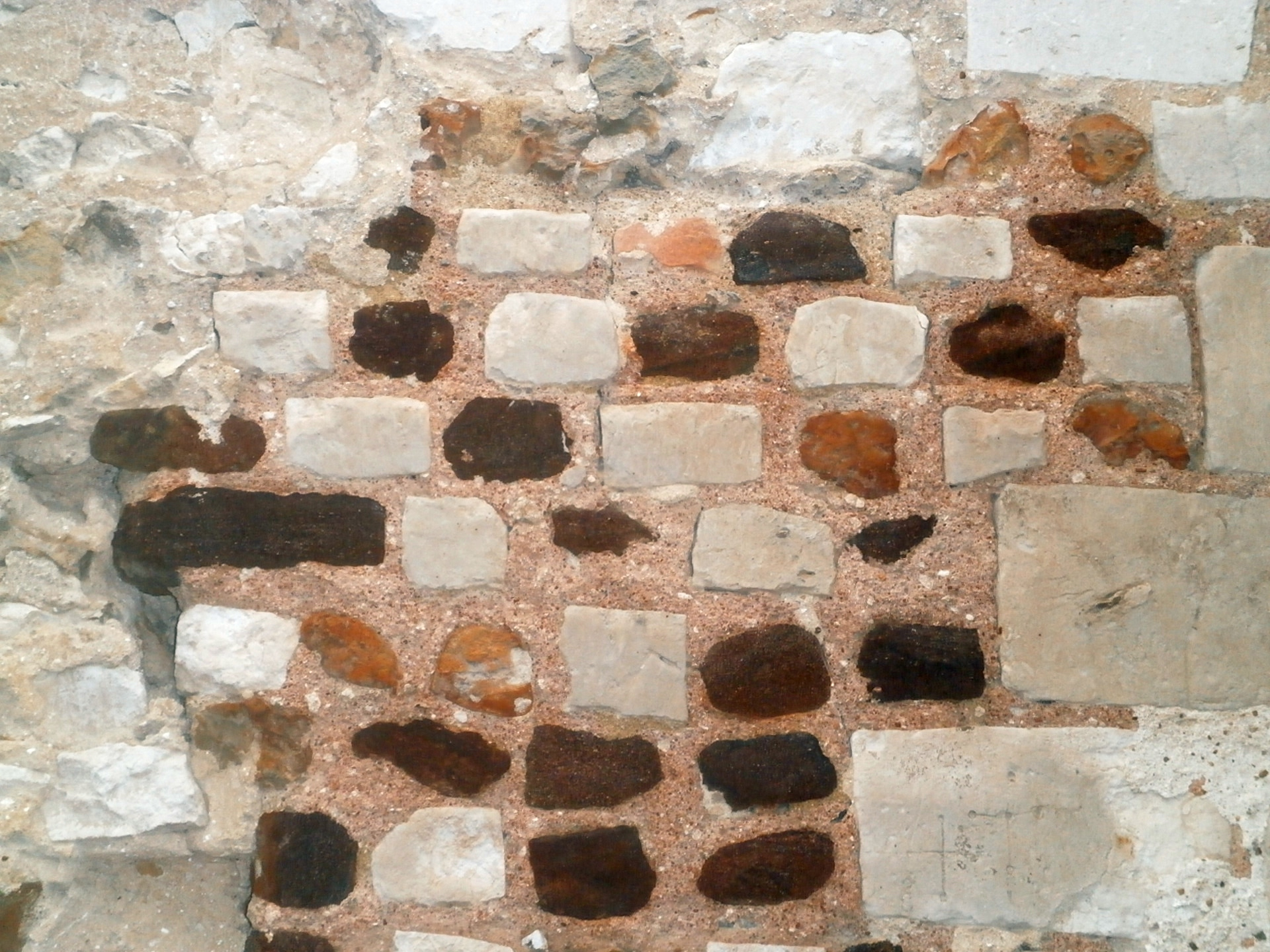
Église de Verneil-le-Chétif : détail du décor géométrique.

### Redécouverte et premières fouilles

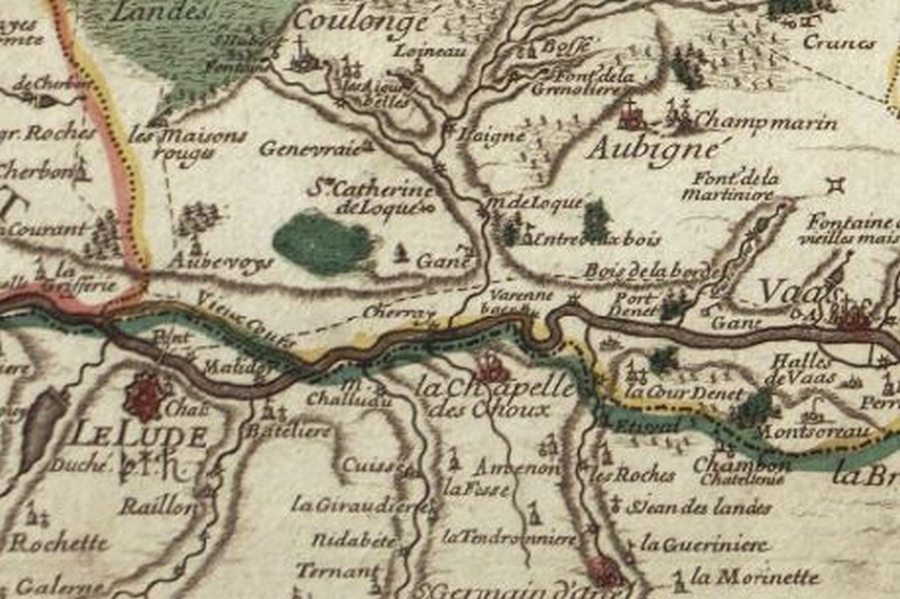
Extrait de la carte d'Hubert Jaillot (1706).

Une carte du diocèse du Mans, dressée par Hubert Jaillot en 1706 et mentionnée dans un ouvrage paru en 1829, fait état des ruines d'un « [château de] Gane » que la tradition locale attribue à Ganelon, qui trahit Roland à Roncevaux. Bien que la description des vestiges faite en 1829 corresponde bien à celle d'un théâtre antique, cette hypothèse n'est alors pas évoquée : Julien Rémy Pesche, l'auteur, parle d'un « castellum défendant l'entrée d'un camp romain ». En 1857, dans le même secteur, des monnaies et des objets sont mis au jour, ainsi qu'un tronçon d'aqueduc mais qui n'est pas identifié comme tel. Au XIXe siècle, les abords du théâtre sont profondément bouleversés par la récupération de matériaux à des fins de remblaiement de routes ou voies de chemin de fer.

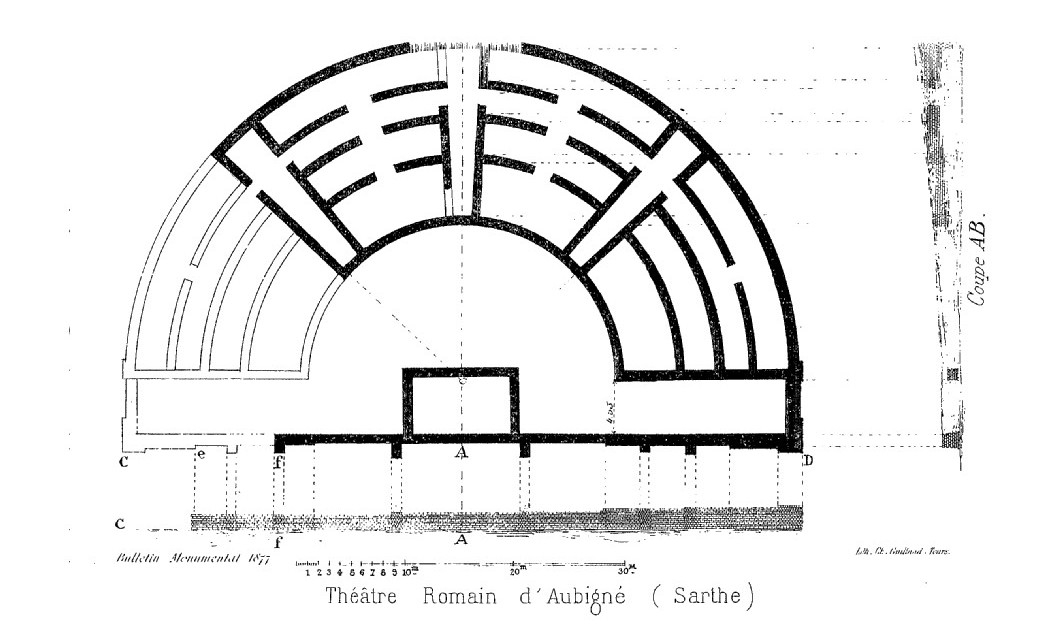
Plan du théâtre (1877).

Gustave de Cougny, président de la Société française d'archéologie, est le premier à reconnaître dans les ruines du château de Gane les vestiges d'un théâtre antique. Il en organise en 1875 les premières fouilles qui, effectuées par la vicomtesse de Quatrebarbes demeurant à Vaas, conduisent à la publication en 1877 d'un plan incomplet mais assez fidèle dans les parties qu'il restitue. En 1896, l'historien François Joseph Liger fait paraître une étude du site de Cherré reprise dans un ouvrage plus complet en 1903 ; elle mentionne déjà les constructions connues au XXIe siècle : le temple, les thermes et un édifice à l'ouest du théâtre (marché-forum). Les fouilles de Liger sont rapidement interrompues sur demande du propriétaire du terrain, persuadé que c'est un trésor qui est recherché et les conclusions de l'historien ne s'appuient donc, pour une grande partie du site dont le marché-forum, le temple et les thermes, que sur quelques sondages et des extrapolations. Cette publication est décriée lors de sa parution et son auteur discrédité,. Après la Première Guerre mondiale, les substructions du théâtre servent d'appui à un four à chaux, ce qui occasionne la destruction de la partie sud de la cavea.

### Études approfondies et mise en valeur
Parue en deux parties, en 1965 et 1966, une étude réhabilite largement la publication de Liger, mais elle ne se base toujours que sur des compilations bibliographiques complétées par des observations de terrain partielles et superficielles et aucune fouille organisée n'est entreprise. Entre 1972 et 1976, plusieurs fouilles et sondages, certains clandestins, sont réalisés. Cherré devient un site naturel classé le 20 août 1975,, statut qui lui assure une meilleure protection vis-à-vis des interventions illégales. Les prospections aériennes commencent en 1972 et les fouilles d'État, sous la conduite de Claude Lambert et Jean Rioufreyt, débutent en mai 1976 sur le site du théâtre. Des chantiers pluriannuels sont ouverts, qui intéressent le théâtre entre 1977 et 1981, le marché-forum de 1982 à 1985, le grand temple de 1986 à 1988 puis en 2006 et les thermes de 1989 jusqu'à 1991,. Plusieurs autres bâtiments, dont un second temple et un grand édifice à galeries proche du grand temple, sont mis en évidence mais ils ne sont pas étudiés. En 1995, des moyens financiers supplémentaires sont alloués pour la sauvegarde et la mise en valeur du site alors que la commune d'Aubigné-Racan a racheté Cherré à des propriétaires privés depuis une quinzaine d'années. La restauration des vestiges du site débute en 1998 sous la responsabiblité du service départemental de l'architecture et du patrimoine.
En 2006, le conseil départemental de la Sarthe, propriétaire des lieux depuis 2002 et le centre allonnais de prospection et de recherches archéologiques (CAPRA) concrétisent un projet de mise en valeur des vestiges : un bâtiment d'accueil des visiteurs est construit, un cheminement est accessible aux personnes à mobilité réduite et des panneaux explicatifs sont apposés sur le site. Des visites guidées ainsi que des ateliers pédagogiques autour des thèmes de la civilisation gallo-romaine et du métier de l'archéologue sont proposés. Par ailleurs, des chantiers de consolidation des vestiges et d'entretien des abords sont organisés en période estivale. Au début des années 2010, Yvan Maligorne estime que sur l'ensemble des complexes urbains antiques recensés et identifiés dans l'Ouest de la Gaule, seuls les sites de Cherré et d'Allonnes ont bénéficié d'importants programmes de recherches et de fouilles systématiques.
En dehors de l'aspect archéologique, Cherré se trouve dans une zone remarquable sur le plan de son patrimoine naturel : espace naturel sensible des « prairies du camp gallo-romain » et site du réseau Natura 2000 de la « vallée du Loir de Vaas à Bazouges ».
Chronologie du site de Cherré.

## Site pré-antique funéraire et de culte guerrier

### Nécropole et enclos

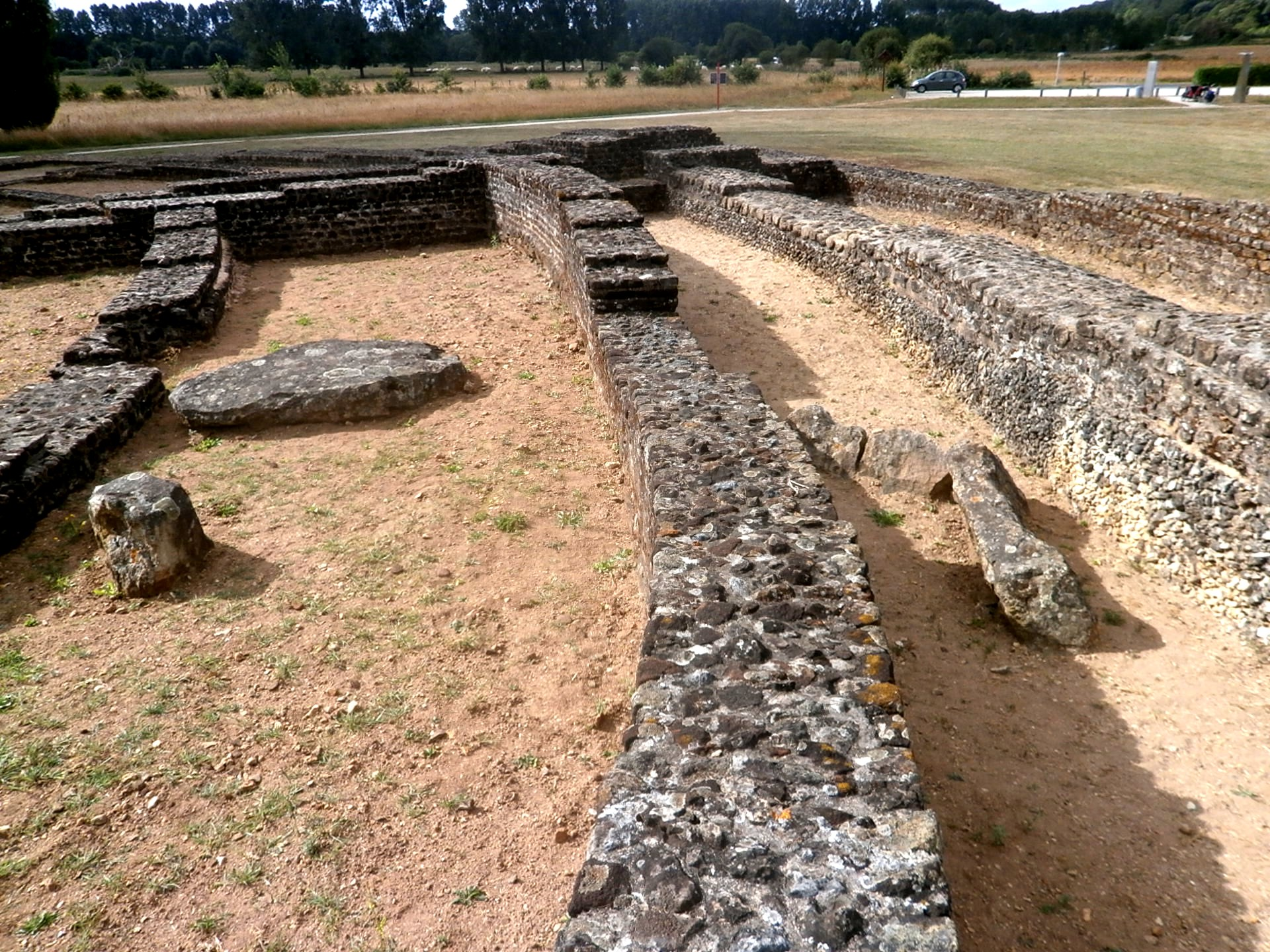
Vue partielle de la nécropole du Hallstatt (mégalithes du théâtre).

La découverte, tout d'abord sous le théâtre, d'une nécropole hallstattienne (Ve siècle av. J.-C.) montre que le site était occupé très tôt. Au niveau des fondations du théâtre ont été retrouvés au moins huit tumuli, certains renfermant des sépultures en pleine terre, un autre une urne funéraire, ainsi que cinq mégalithes couchés dont le plus grand a été retaillé pour permettre la construction du théâtre ; cet ensemble peut être daté du Hallstatt final, (HA D3) ou début de la période laténienne (« La Tène A »). La majeure partie des sépultures constituant le cimetière protohistorique, qu'elles soient sous tumulus ou non, sont individuelles. Les tombes hallstatto-laténiennes de Cherré sont par ailleurs caractérisées par un processus funéraire d'incinération. La mise au jour de ces sépultures, bien que demeurant partielle, a permis de restituer des viatiques qui apparaissent, selon les archéologues, rares voire exceptionnels en Gaule de l'Ouest. Certaines des tombes qui ont été dégagées ont notamment livré des perles de verre gisant parmi les différents artéfacts accompagnant les cendres du défunt.

Vestiges protohistoriques identifiés à Cherré
D : dépôt d'armes ;
E : enclos ;
S : sépulture.

Cette nécropole s'étend au-delà de l'emprise du théâtre jusque sous les galeries occidentales du marché-forum ; d'autres sépultures protohistoriques sont également implantées plus au sud, sous la partie nord du péribole du grand temple. Cherré constitue un des rares exemples connus, au regard des données disponibles, d'ensemble cultuel collectif dans l'Ouest de la France pour l'âge du fer. Le grand temple antique lui-même paraît avoir remplacé un édifice cultuel indigène plus ancien, en bois, où auraient pu être exposées dans un premier temps les armes ensuite sacrifiées et déposées dans le marécage voisin.
La fondation de ce complexe funéraire est probablement liée à la présence du camp d'éperon de Vaux tout proche,, daté de l'âge du bronze final et du Hallstatt. L'association d'un habitat protohistorique fortifié en hauteur et de sa nécropole dans la vallée, à quelque distance, est fréquente. L'implantation du site antique à cet endroit précis est très probablement délibérée,, l'installation de ses structures semblant marquer la volonté d'une pérennisation de son exploitation et de sa fonction cultuelle,.
Des sondages réalisés 70 m au nord du théâtre ont révélé les traces de fossés concentriques limitant un enclos peut-être contemporain de la nécropole. L'enclos se présente sous une forme ovale mesurant 61 m dans sa plus grande dimension, avec entrée au sud. Plusieurs autres enclos ont été totalement ou partiellement identifiés sur le site de Cherré ou dans son environnement très proche : une structure circulaire d'au moins 20 m de diamètre au sud du théâtre, non loin de la D 305 ; un grand enclos trapézoïdal à double fossé, au sud-est du temple ; une structure allongée dont seul un angle a été mis en évidence au sud-ouest du temple,. Ces structures sont probablement à mettre en relation avec la présence des sépultures et du dépôt rituel, même si elles ne peuvent être datées en l'absence de mobilier.

### Dépôt d'armes
Le site de Cherré confirme, dès le début de l'époque laténienne (« La Tène A1 »), son statut de lieu de culte à caractère guerrier. Des dépôts rituels, sous forme d'offrande religieuses, et attribués à cette période, ont ainsi été découverts. Ce type de gisement se manifeste notamment par la présence de restes osseux (généralement des crânes), d'origine animale et mélangés à des tessons de céramiques, ainsi qu'à des armes, certaines dans leur état complet, d'autres retrouvées sous forme fragmentée. Les armes constituent un gisement de 73 pièces, toutes confectionnées en métal. Outre des épées et des fourreaux, le dégagement de ce dépôt a également mis en évidence des anses et fragments de chaudron. Le tout est attribué pour une période variant de La Tène « B2 » à « D ». L'analyse taxonomique de ce dépôt rituel d'os animaux a permis d'estimer sa composition : il s'agit d'ossements appartenant à du bétail, dont essentiellement des suidés et des bovidés. Ce genre de rituel, se manifestant sous la forme de sacrifice et associé à un symbolisme religieux fort, est attesté dans l'ensemble de l'« écorégion » armoricaine,.
À l'instar de l'aire de fouilles d'Allonnes, située à quelques dizaines de kilomètres d'Aubigné-Racan, des fourreaux d'épée, à ornements incisés et courbés, certains évoquant des animaux mythologiques, ont ainsi été mis en évidence lors d'investigations archéologiques. Ce type de motif est caractéristique de la période laténienne moyenne et finale. Des sondages effectués sur ce gisement cultuel ont permis de délivrer 4 haches (« currency-bars ») dont une à douille. Accompagnées de lances et d'umbos,, leur longueur a été estimée entre 50 et 60 centimètres. Une importante production d'objets domestiques semi-finis métalliques, tels que des poignées et anses de chaudron, ont également été exhumés. D'autres, moins nombreux, généralement des récipients de complète fabrication, ont aussi pu être dégagés. Ces artefacts, à destination cultuelle, sont datés de la même époque. L'ensemble de ce dépôt, comme celui d'Allonnes, gisait au cœur d'un terrassement à matériau sablonneux.
Au même endroit, entre la D 305 et le grand temple, d'autres dépôts d'armes ont été retrouvés. Lors de leur découverte, ils étaient accompagnés de vaisselle et de crânes animaux, le tout placé au fond de l'ancien marécage. Ils sont caractéristiques des rituels du IIIe siècle av. J.-C.. Toutefois, ces gisements, attribués à la fin de « La Tène B2 » début de « La Tène C1 », et pour la plupart des offrandes à vocation guerrière, ont un emploi dans le temps qui apparaît, le plus souvent, d'une relative brièveté,. Ces mêmes dépôts étaient, à leur exhumation, disséminés dans les sols en « couches non-stratifiées ».

## Agglomération antique à vocation religieuse dominante

### Parure monumentale imposante

#### Théâtre

Plan du théâtre.
troisième quart du Ier siècle
deuxième quart du IIe siècle

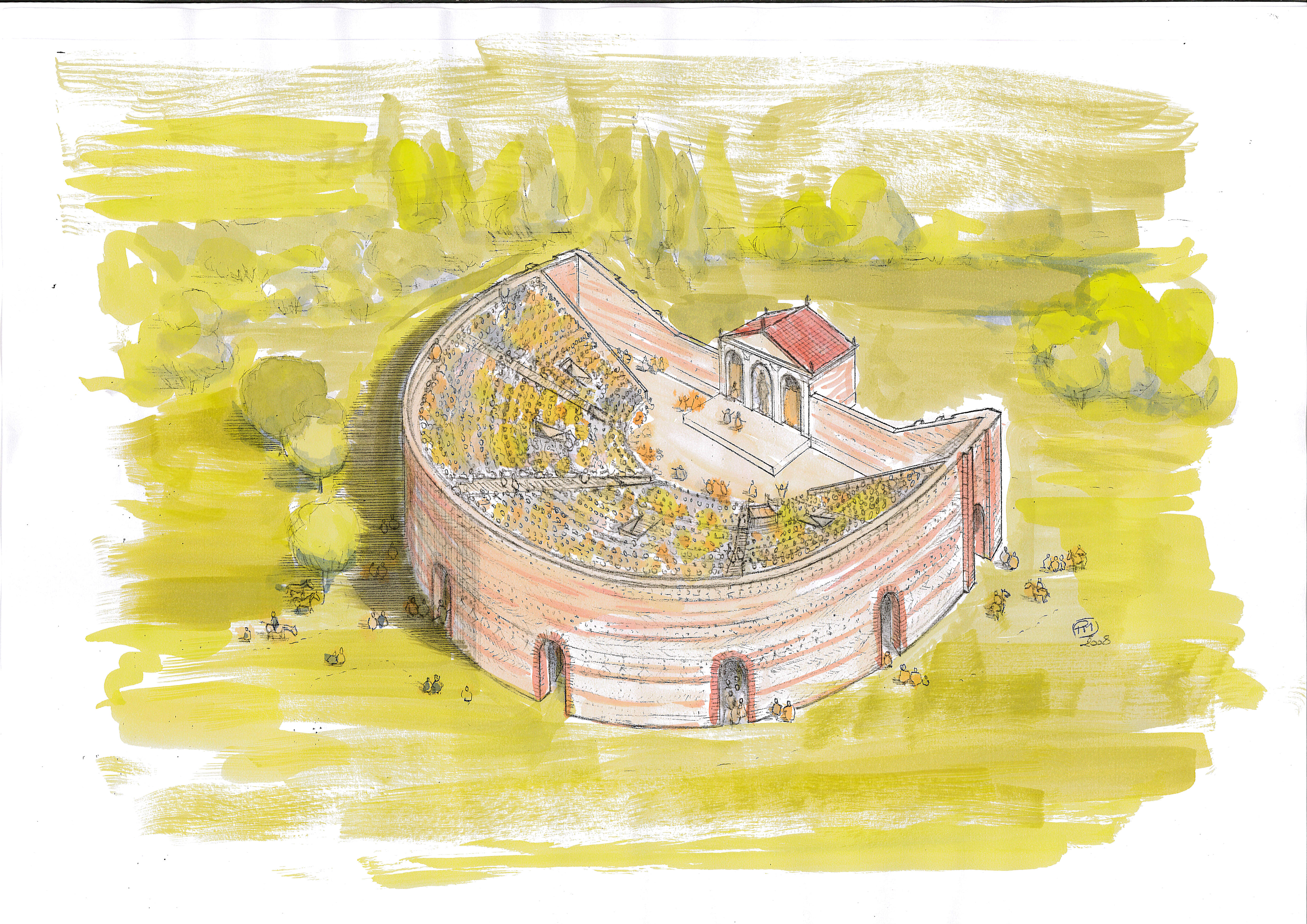
Proposition de restitution du théâtre réaménagé.
Dessin Pascal Mariette.

Le théâtre est probablement construit vers la fin du Ier siècle et remanié dans le second quart du IIe siècle. Des tuiles, provenant peut-être de la couverture du bâtiment de scène, sont cuites entre 45 et 75 après J.-C.. Les monnaies retrouvées sur le site semblent attester une utilisation centrée autour des IIe et IIIe siècles,. Les plus récentes, plus nombreuses, marquent la fin de l'utilisation du théâtre.
C'est un édifice en forme de demi-cercle d'un diamètre d'environ 63 m. Les quelque 3 000 spectateurs (capacité estimée du théâtre dans son second état) prennent place sur des gradins de bois qui composent la cavea — de nombreux clous attestant de l'utilisation massive du bois ont été retrouvés, ainsi que des évidements dans les maçonneries destinés à accueillir des poutres — et qui sont portés par des arcs concentriques maçonnés, mais dont les fondations sont très réduites,. Une galerie en charpente, au niveau du mur courbe, permettait peut-être de desservir les vomitoires. La hauteur du mur externe de la cavea, lorsque les études débutent dans les années 1970, est encore localement de 2 m mais les plus hauts gradins culminaient probablement à plus de 12 m. L'accès à la cavea se fait par trois vomitoires rayonnants principaux (Vp) complétés par quatre autres secondaires (Vs). Le balteus séparant l'orchestra (O) de la cavea ne mesure qu'un mètre de haut au maximum. Un petit bâtiment de scène de 10,60 × 5,20 m prend place au centre du mur rectiligne qui ferme le théâtre, placé en avancée extérieure sur ce mur (S1). Ce mur est long de 63 m, et dans la partie centrale de sa face intérieure, au niveau de la scène, sont ménagées trois niches à vocation peut-être décorative.
Les maçonneries sont constituées d'un parement de moellons de grès roussard et plus rarement de briques dont certaines présentent sur le côté des « marques digitées » et des encoches, enserrant un blocage de grès et de rognons de silex liés au mortier. Des moellons de grès blanc dessinent des motifs décoratifs sur le mur courbe de la cavea et le mur de scène sur leurs deux faces, ainsi sur que les parois intérieures des vomitoires principaux. Le mur courbe de la cavea comporte à sa base, et sur ses deux faces, plusieurs ressauts destinés autant à renforcer sa structure qu'à participer à sa décoration. Dans sa configuration initiale, le théâtre de Cherré paraît avoir été construit en prenant comme base un carré de 36 pieds, les principales dimensions du monument, de sa cavea ou de son orchestra étant des multiples du côté ou de la diagonale de ce carré.
À l'occasion du réaménagement du théâtre au IIe siècle, de nouveaux murs semi-annulaires supportant les gradins sont construits ; ils sont parementés de petits moellons d'un grès plus clair que celui précédemment employé. Deux d'entre eux s'intercalent entre les structures du premier état. Deux autres, empiétant sur l'ancienne orchestra, réduisent sa taille. Ils comportent en outre une loge (L) au débouché de l'un des vomitoires et probablement destinée à accueillir un personnage d'élite, peut-être l'évergète qui a financé les travaux ; cet édicule peut aussi être le soubassement d'un petit édifice cultuel. Les murs annulaires et les murs des vomitoires délimitent ainsi respectivement maeniana et cunei, disposition exceptionnelle pour un théâtre gallo-romain dans l'Ouest de la France. Le bâtiment de scène, aux dimensions réduites, semble déplacé à l'intérieur de l'orchestra et comporte deux murs de refend intérieurs (S2). Les dimensions maximales du monument ne sont pas affectées, le mur courbe externe de la cavea étant attribué à la première phase de construction du théâtre.
Le théâtre de Cherré rentre dans la catégorie des « théâtres gallo-romains ». Ce type de monument du spectacle se caractérise par son petit bâtiment de scène, sa structure souvent légère — à moins que le théâtre ne soit adossé à un relief —, l'emploi presque systématique du petit appareil, une construction centrée autour de la fin du Ier siècle et le milieu du IIe siècle, et l'association fréquente du monument avec un sanctuaire. Il n'est pas possible de savoir quels spectacles se déroulaient dans le théâtre de Cherré : jeux, prestations scéniques, cérémonies cultuelles. La même question se pose pour les autres monuments du spectacle de type semblable en Gaule.
Le positionnement du théâtre au sein du complexe de Cherré peut sembler surprenant. Il est édifié en plaine, alors qu'il aurait été possible de l'adosser à des collines proches pour limiter les structures maçonnées du monument. Son mur de scène n'est pas aligné sur l'un des murs du péribole du temple, comme c'est souvent le cas lorsque ces deux édifices sont associés dans un site de plaine ; peut-être faut-il voir dans cette singularité la volonté délibérée de construire le théâtre au-dessus des tumuli et des mégalithes. À Cherré, les principaux monuments autres que le théâtre (grand temple, marché-forum et thermes) respectent la même orientation et le même alignement.

Le théâtre de Cherré.
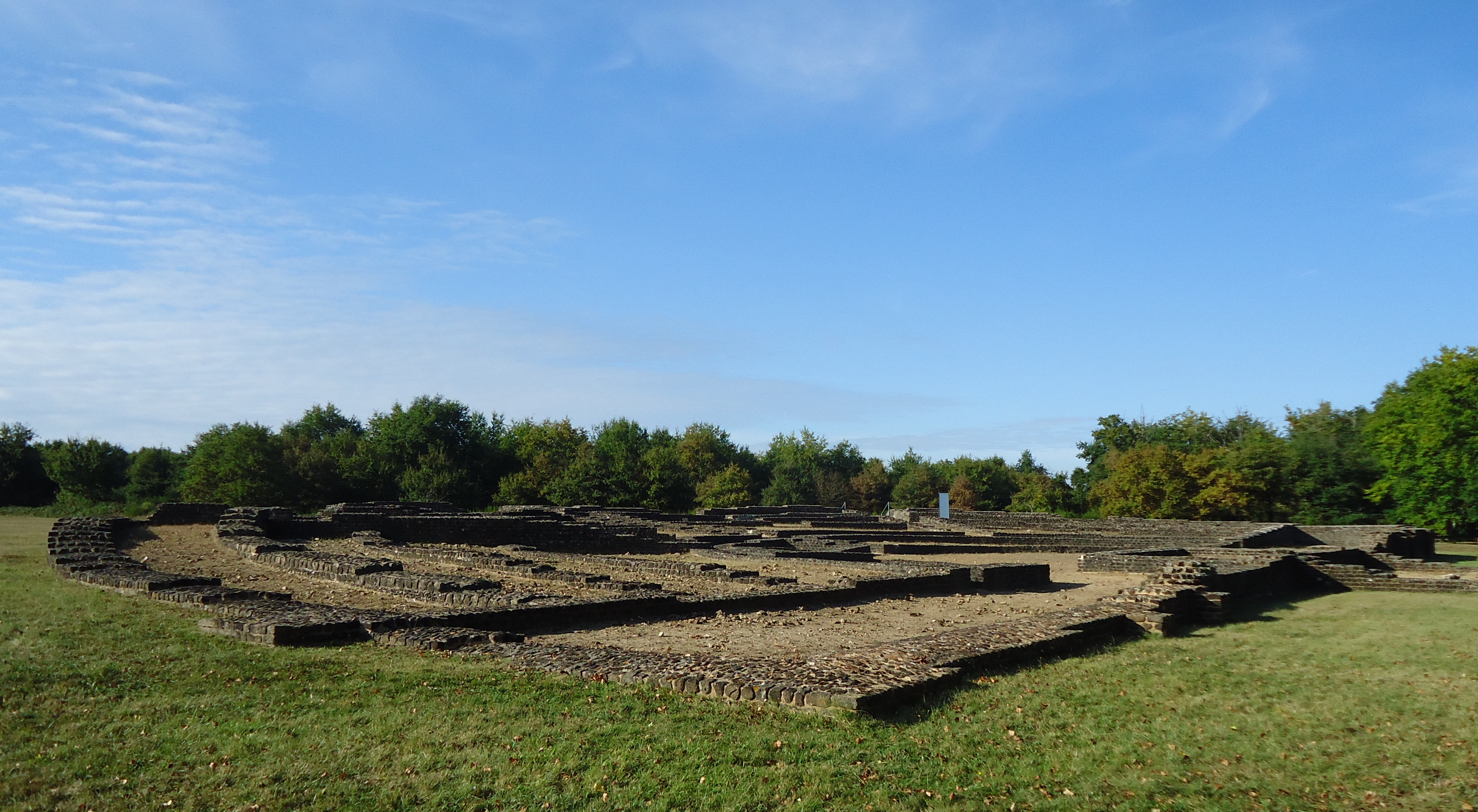
Vue générale des vestiges.
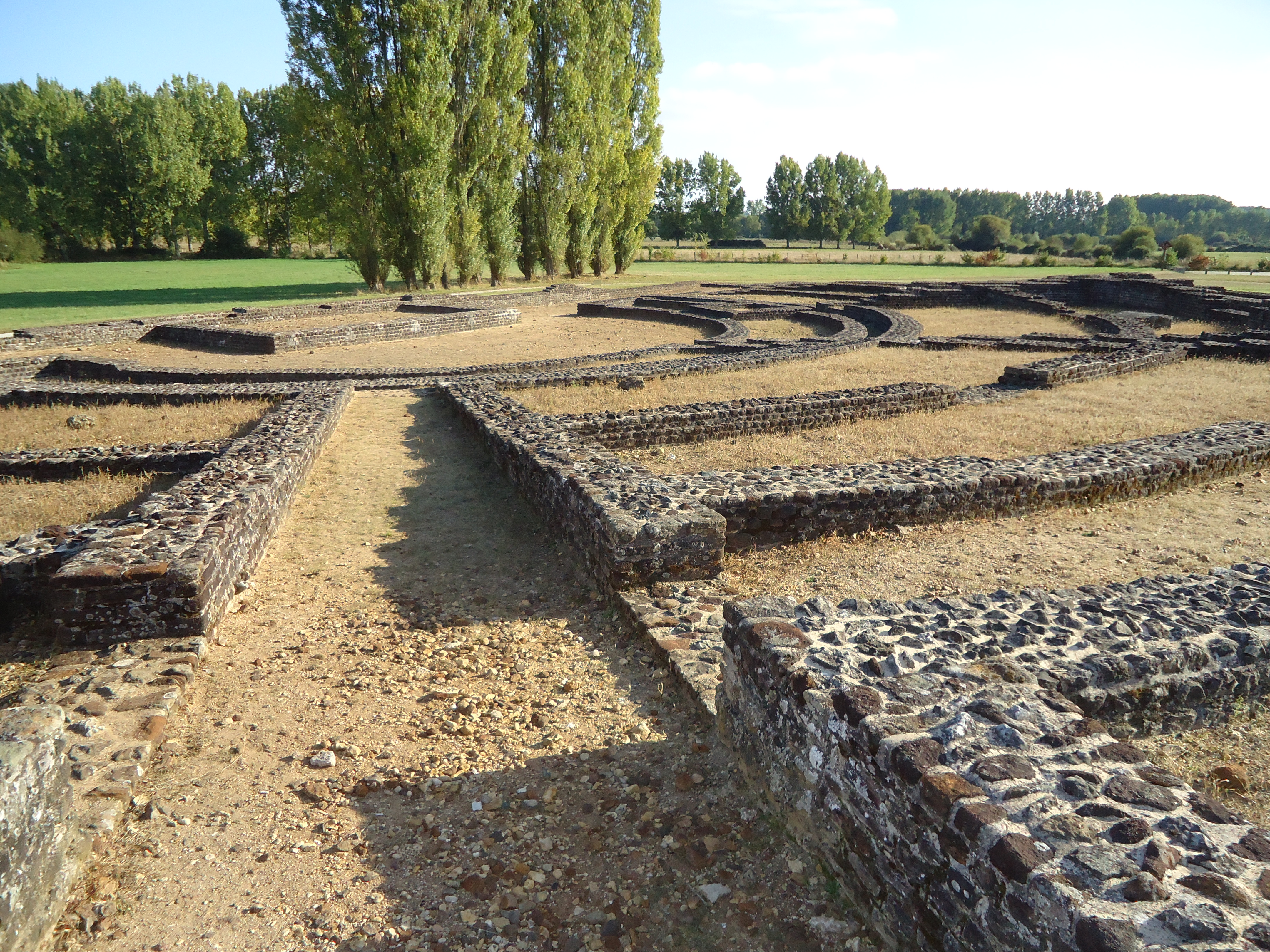
Cavea vue en direction de la scène.
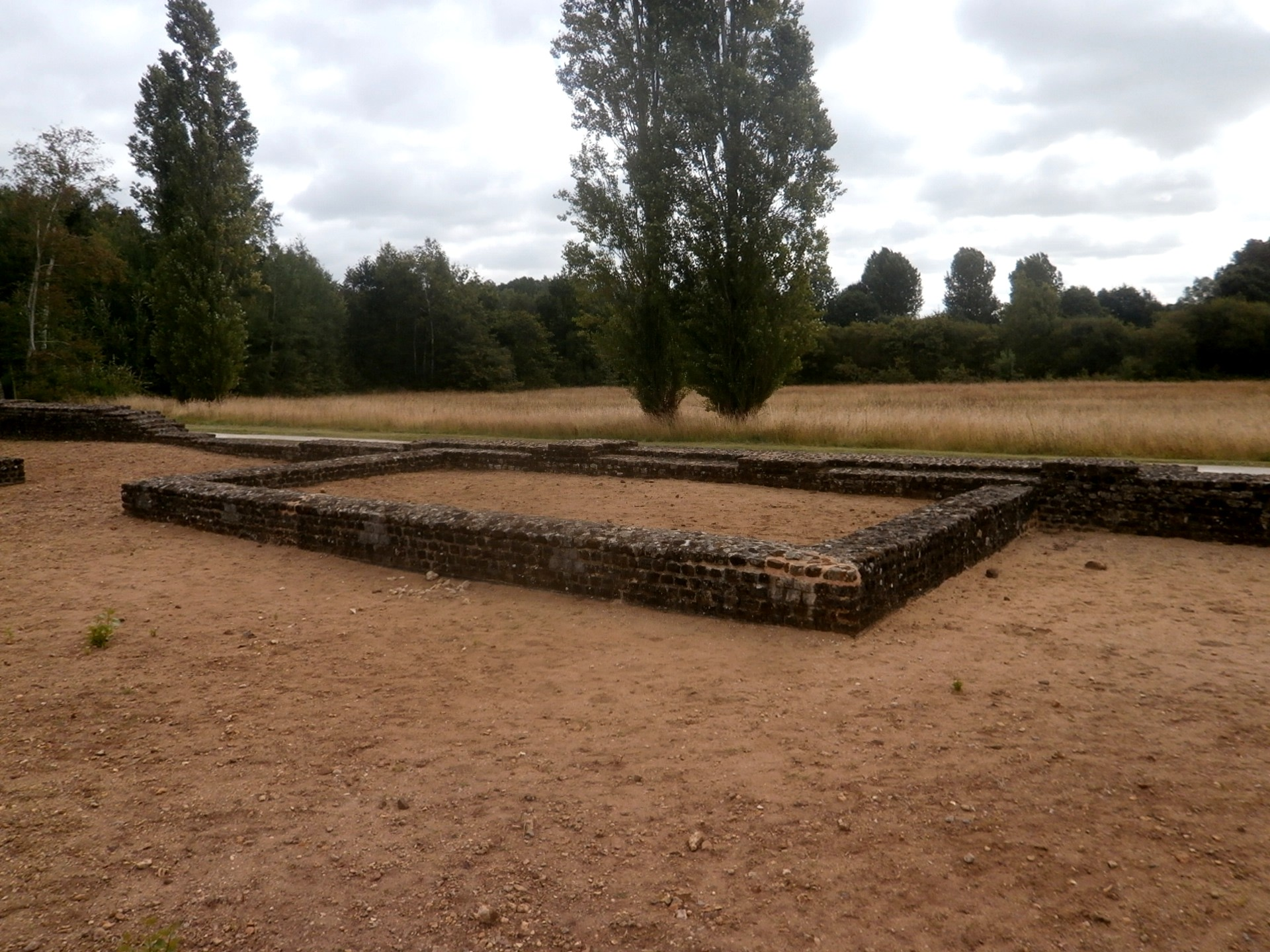
Scène.
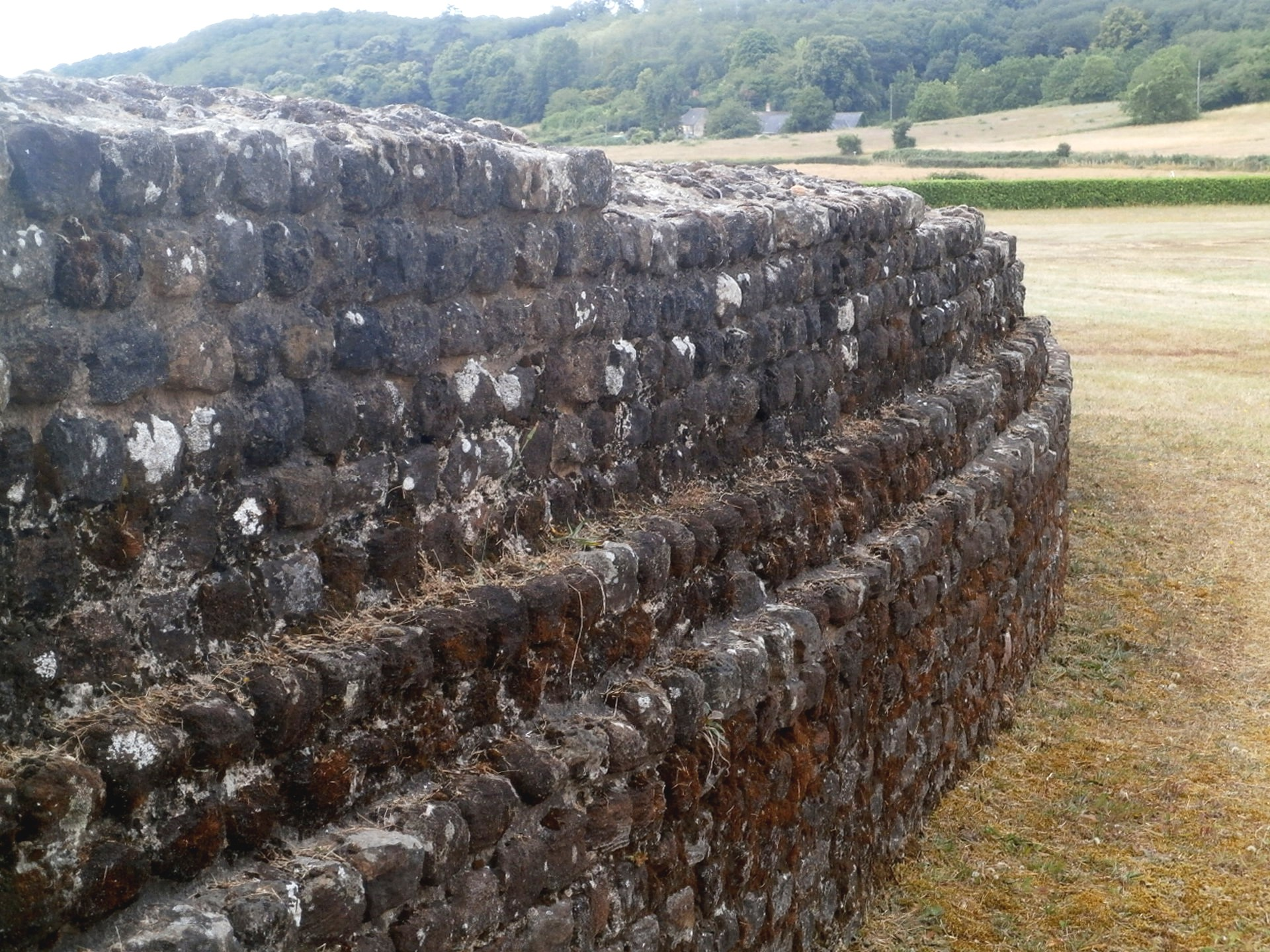
Détail du mur extérieur.
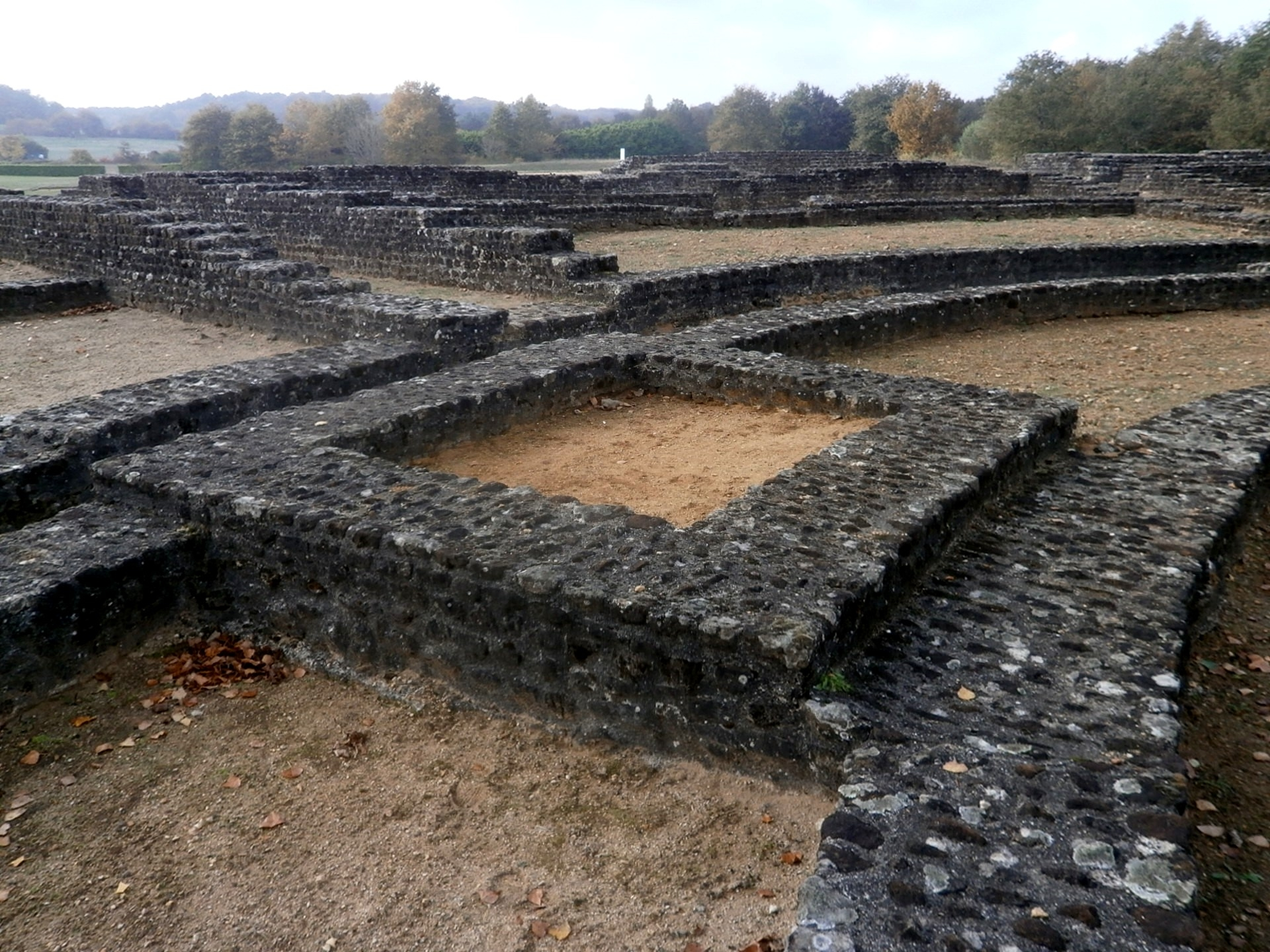
« Loge d'honneur ».
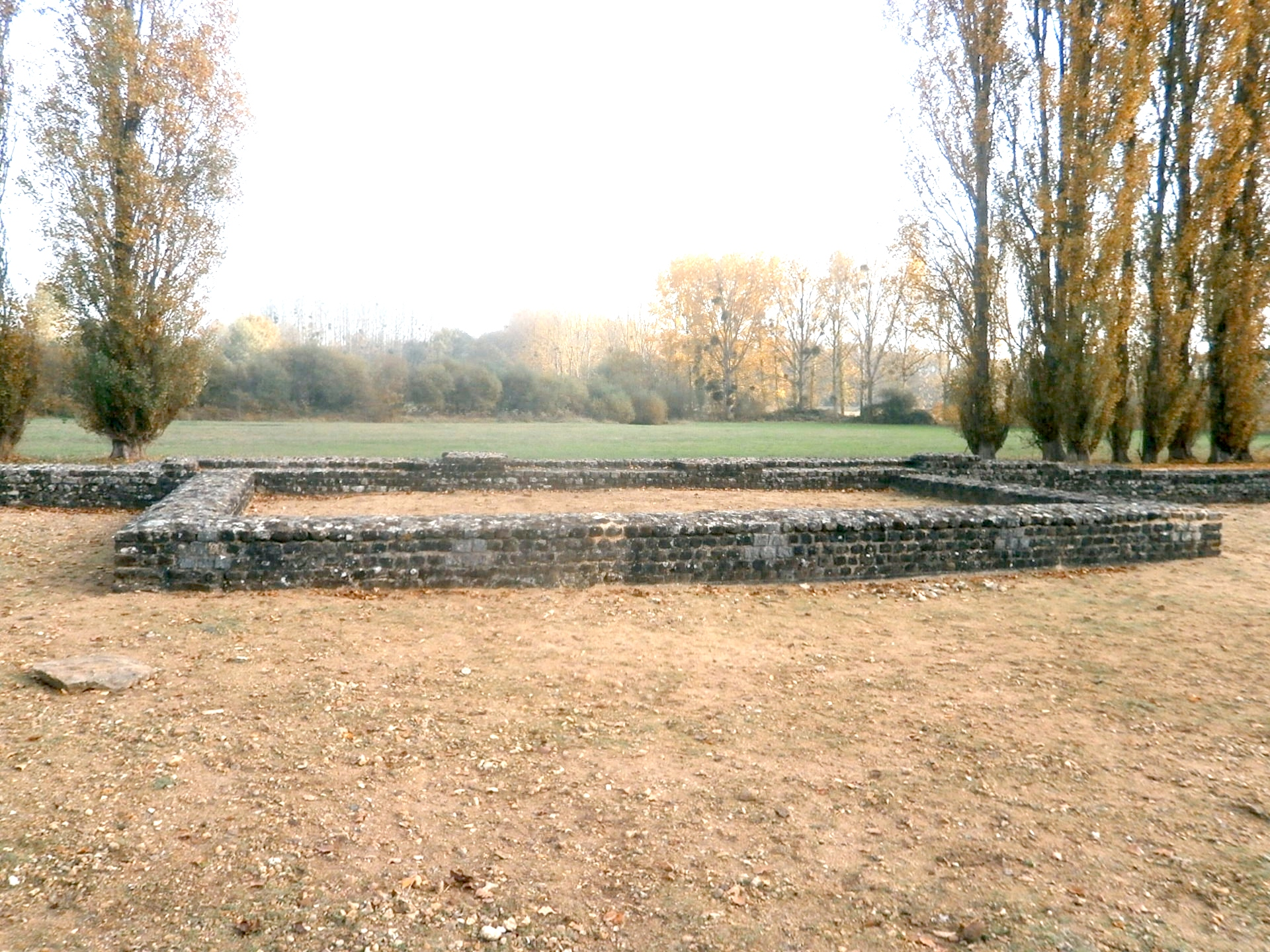
Décor du mur de scène (5 triangles de moellons de grès clair).

#### Marché-forum

Plan du marché-forum.
troisième quart du Ier siècle
deuxième quart du IIe siècle

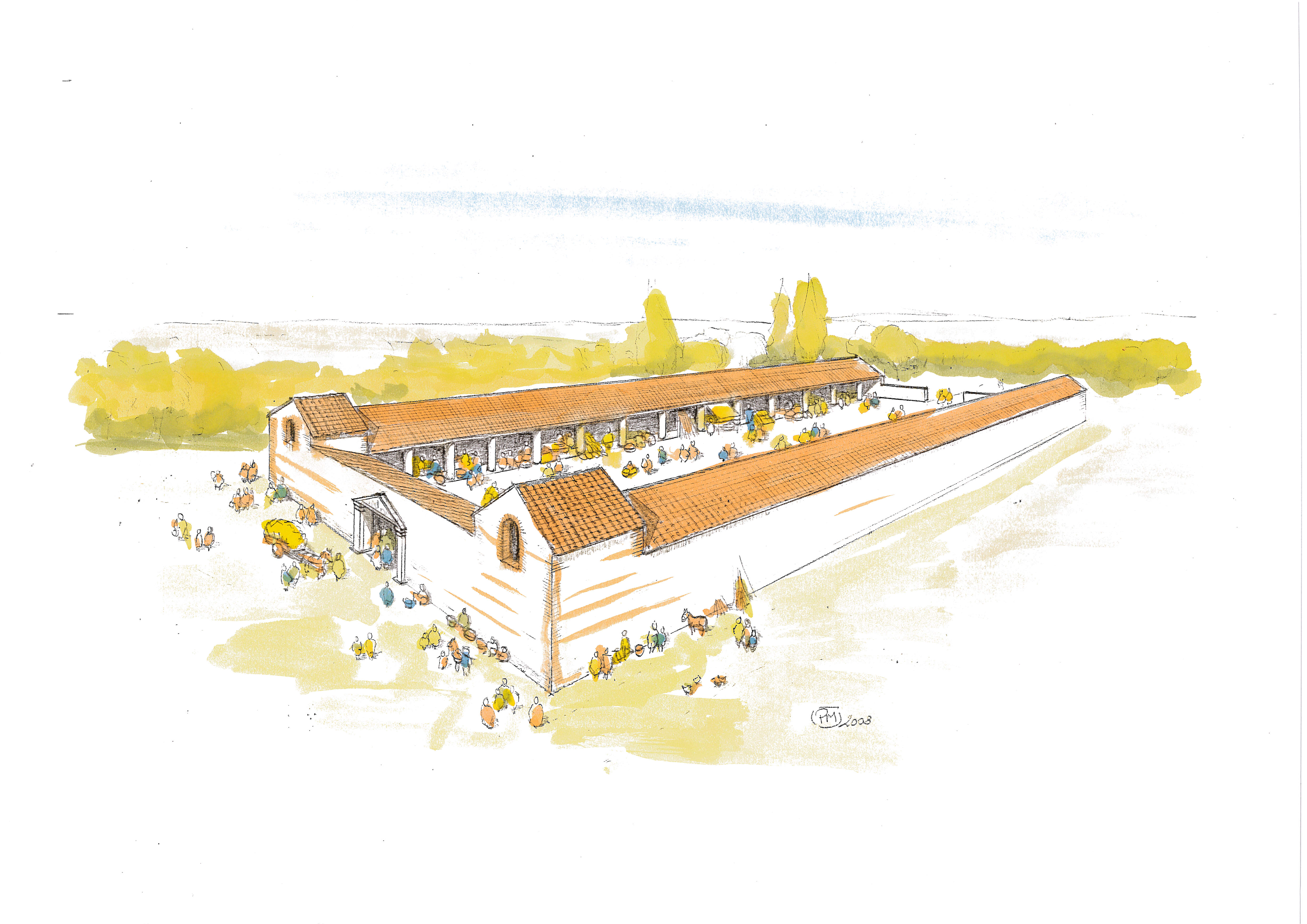
Proposition de restitution du marché-forum après son agrandissement. Dessin Pascal Mariette.

Ce bâtiment construit à l'ouest du théâtre vers la fin du Ier siècle et agrandi une cinquantaine d'années après semble avoir été fréquenté, comme le théâtre, depuis la fin du Ier siècle à celle du IIIe siècle comme l'attestent les dates de frappe des très nombreuses monnaies retrouvées sur place. Il a été victime d'un incendie avant ou après son agrandissement.
Dans sa configuration initiale, il s'agit d'une grande halle couverte en tuiles flanquée à une extrémité de chacun des grands côtés d'une petite pièce carrée (P) ; ces pièces étaient peut-être des bureaux d'enregistrement ou de paiement. Après les remaniements qui réutilisent les structures du premier état, ce forum devient une cour ouverte (Co) en forme de parallélogramme de 68 × 42 m sur les grands côtés de laquelle s'ouvrent deux doubles galeries couvertes (G), larges de 3,40 m. Les galeries s'ouvrent sur la cour par une colonnade. La faible épaisseur de certains murs laisse supposer qu'ils ne constituaient que les assises maçonnées d'élévations en bois, supportant à leur tour une couverture en tuiles.
Le site a notamment livré environ 24 000 fragments d'os d'animaux de boucherie, ainsi qu'approximativement 15 000 huîtres (indifféremment valves supérieures, inférieures ou coquilles complètes), mais aussi des objets de toilette, des outils, des statuettes, des tessons de céramiques sigillées,, et pas moins de 540 monnaies. Ces objets se rencontrent sur toute la surface du bâtiment, avec une concentration plus forte au niveau des galeries ouest. Des études d'archéozoologie effectuées sur les restes d'origine mammalienne ont révélé que cet ensemble faunique est en majeure partie composé d'os de bovidés (au nombre de 6 697), et dans une moindre mesure de ceux de caprinés et de porcs (respectivement 1 155 et 1 083). Les morceaux de bœufs, contrairement à ceux issus de caprinés et de porcs, ont fait l'objet d'une sélection. L'abattage des animaux et leur découpe avaient probablement lieu sur place, entre le théâtre et le forum, où les morceaux étaient ensuite débités pour être vendus,. À ce titre, Sébastien Lepetz souligne que le forum de Cherré constitue un exemple type d'une association entre un marché d'époque gallo-romaine et la boucherie. L'existence, dans les galeries, d'échoppes de marchands vendant des produits consommés à l'extérieur du site est posée. D'autres activités commerciales se déroulaient peut-être au sein de ce bâtiment, mais il est difficile de préciser lesquelles. Une fontaine (F), alimentée par une canalisation (Ca) de bois cerclée de fer, prenait place au centre de la halle dans la configuration initiale du forum. La canalisation a été retrouvée sur une centaine de mètres, se dirigeant vers l'ouest et l'aqueduc qui alimente le site.
Le statut et le rôle de ce bâtiment sont encore discutés. Il a été identifié dans un premier temps comme un macellum (marché). Cependant, plusieurs auteurs pensent qu'il a probablement tenu un rôle beaucoup plus large et important, et de récentes interprétations en font un lieu de rencontres assimilable, par certains égards, à un forum où se déroulaient également des transactions commerciales,. Ce type de « marché-forum » est attesté en Germanie, en Bretagne romaine et en Gaule Belgique. Selon Yvan Maligorne toutefois, la destination du bâtiment de Cherré ne se révèle ni politique, ni administrative : l'édifice gallo-romain n'est pas un forum au sens strict et possède uniquement un statut de place d'échanges de nature économique.

Le marché-forum de Cherré.
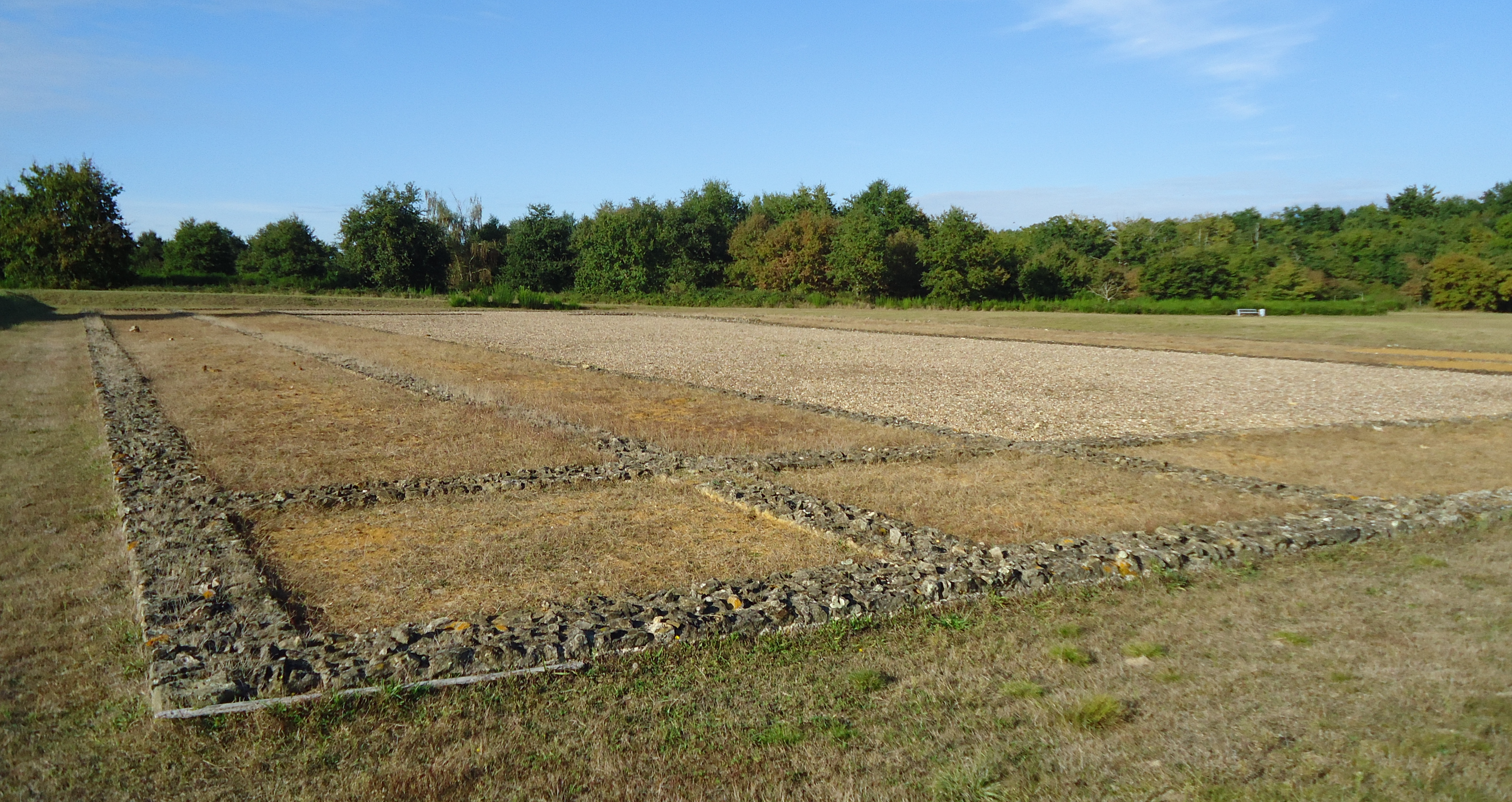
Vue partielle.
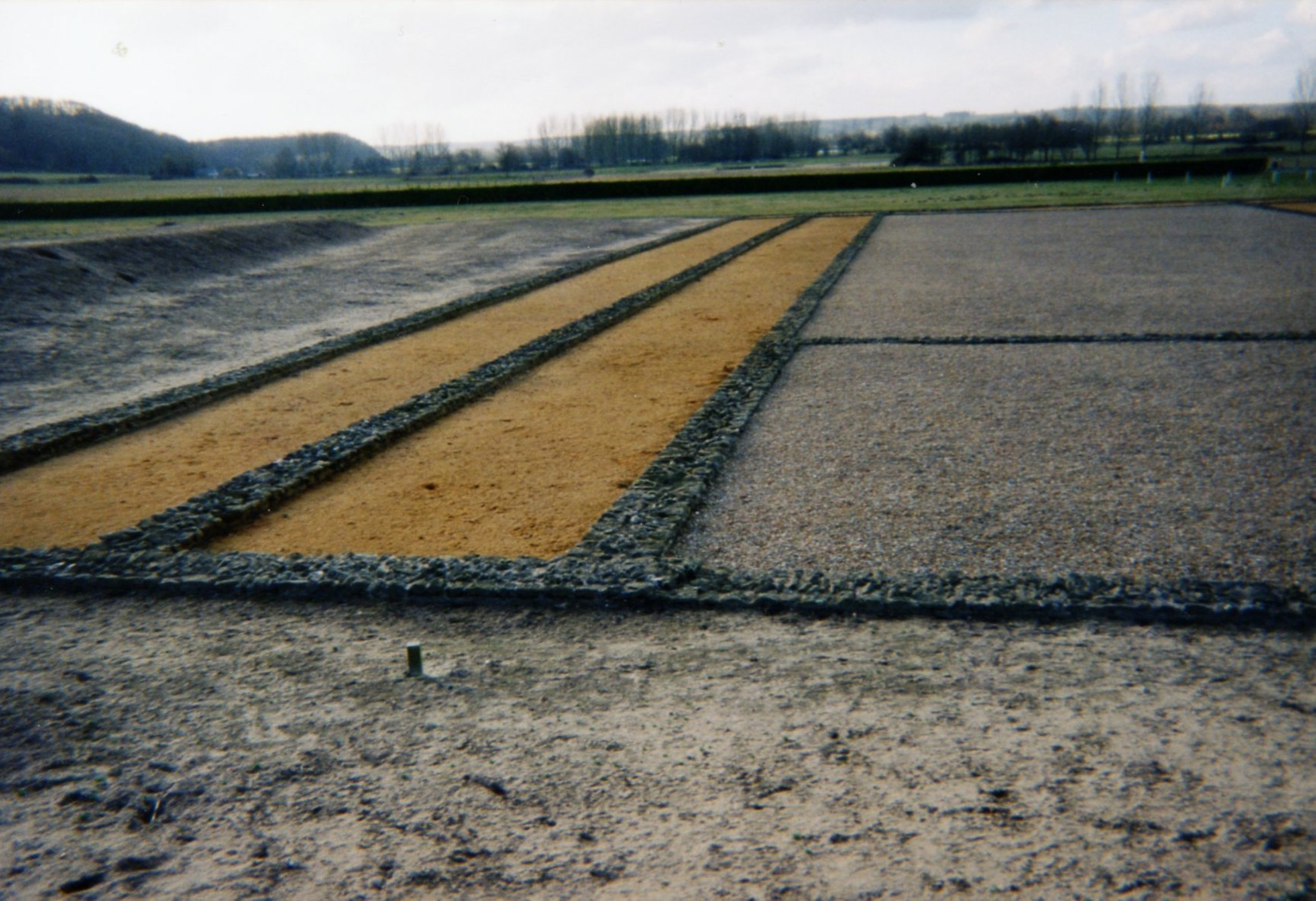
Galeries.
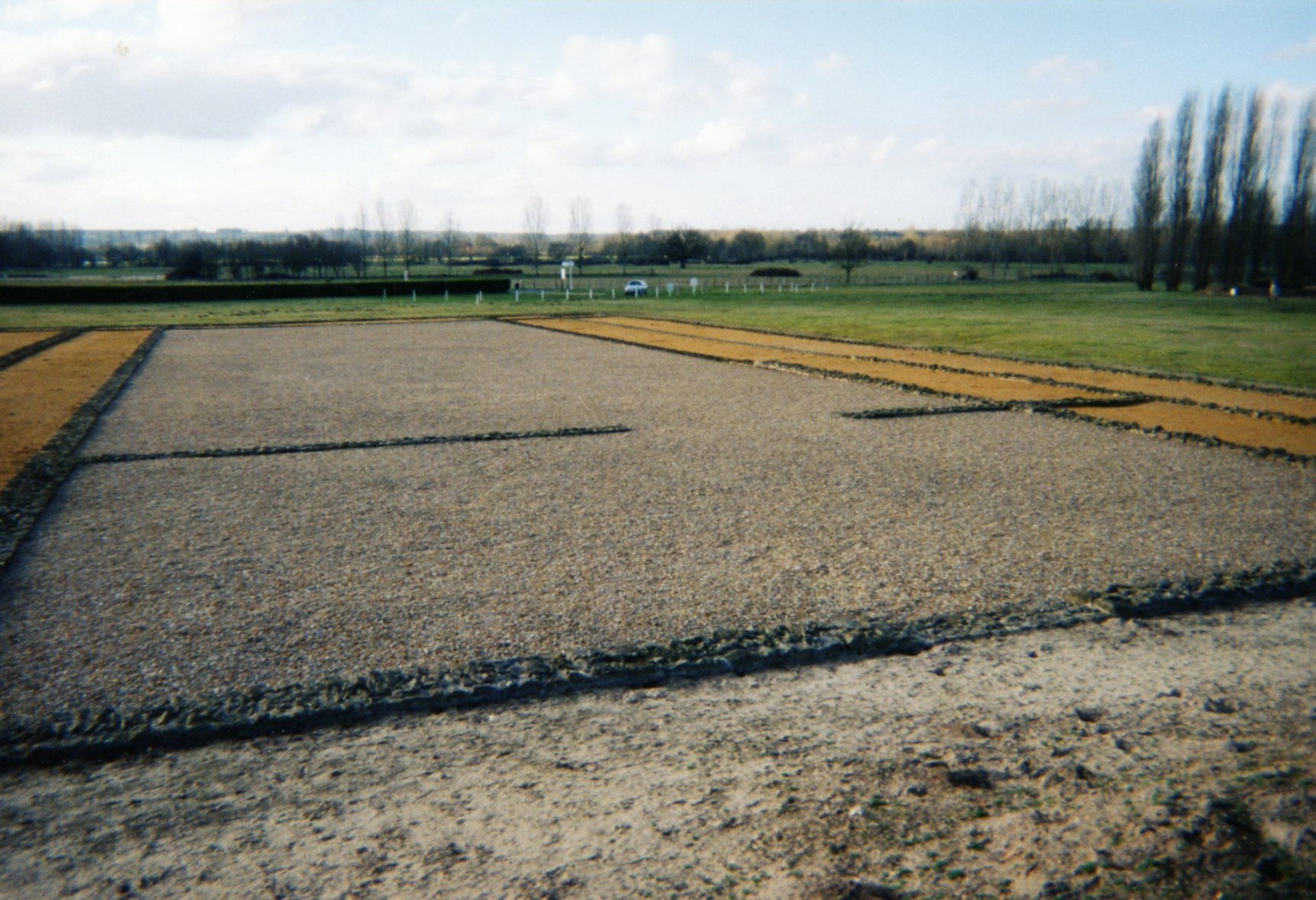
Cour.

#### Grand temple ou templeno1

Plan général du temple.
fin du Ier siècle
deuxième quart du IIe siècle

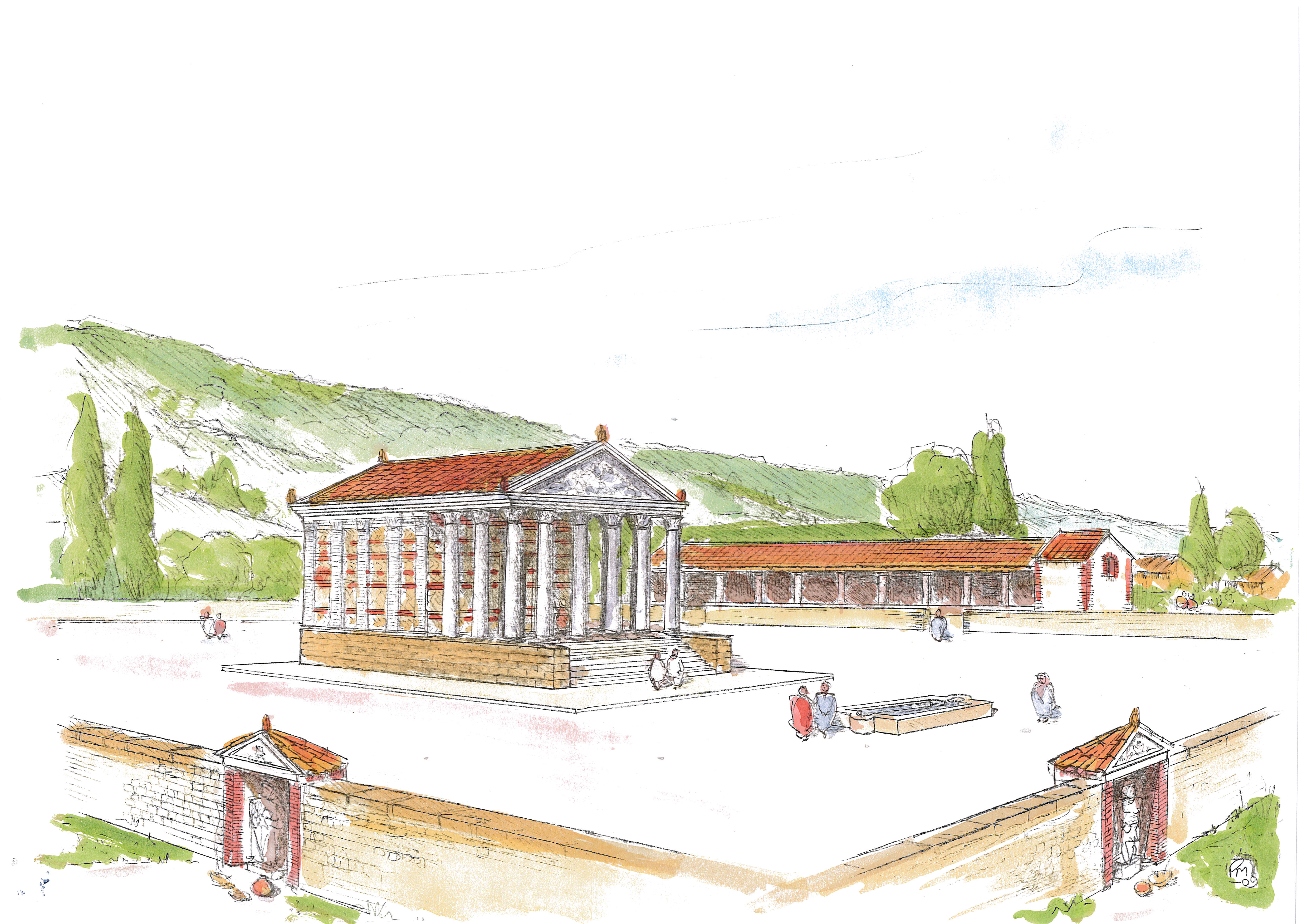
Proposition de restitution du grand temple remanié.
Dessin Pascal Mariette.

Plan détaillé du temple.

La construction du temple lui-même semble être intervenue vers la fin du Ier siècle sous le règne de l'empereur Domitien (81-96), l'enceinte du péribole et le bassin remontant au second quart du IIe siècle,. Bien que l'ensemble du complexe monumental antique ait révélé des structures publiques de taille importante, l'édifice religieux de Cherré semble en constituer la « principale composante », les autres bâtiments faisant office de dépendances pour ce dernier. Le sanctuaire, à l'occasion de fouilles en 2006, a livré six monnaies, dont deux gauloises attribuées à La Tène « finale » (Ier siècle av. J.-C.), et quatre romaines (deux d'époque augustéenne et deux datées du IIIe siècle apr. J.-C.).
Le temple (T), à vocation civique, est de type celto-romain, de forme rectangulaire (27 × 15 m) et à cella (C) carrée de 7,60 m de côté, pouvant atteindre une hauteur d'une quinzaine de mètres. La cella est entourée d'une galerie (G) limitée par un mur dépourvu de baies sur trois de ses côtés, le quatrième s'ouvrant à l'est sur un pronaos (Pr) auquel un escalier (Es) donne accès. Le temple est établi sur un podium dont certains des blocs de grès en grand appareil subsistent toujours. Il paraît être orienté dans la direction du soleil levant les 23 avril et 19 août, jours où sont célébrées à Rome les Vinalia, fêtes liées au vin et au culte de Jupiter. La couverture de la cella est très probablement constituée de tuiles, comme en témoigne un témoignage épigraphique retrouvé lors des fouilles. L'objet est en terre cuite ou crue, sans doute une sorte de tuile ou de brique ; l'inscription qui apparaît sous la forme d'une grille, probablement des barres verticales barrées en diagonales, correspondrait à un système de chiffres associé à un document de comptabilité d'un artisan tuilier,.
Le pronaos est limité à l'est par une colonnade hexastyle. Sur chacune de ses faces latérales, deux autres colonnes viennent faire la jonction avec le mur qui ceinture la galerie. Ces colonnes sont espacées de 2,50 m,. Ce type de colonnade semble restituer une configuration architecturale dite pseudopériptérale ; le schéma que forment les colonnes et le mur rythmé de pilastres extérieurs à la galerie permettrait, en outre, de faciliter la circulation des fidèles autour de la cella.

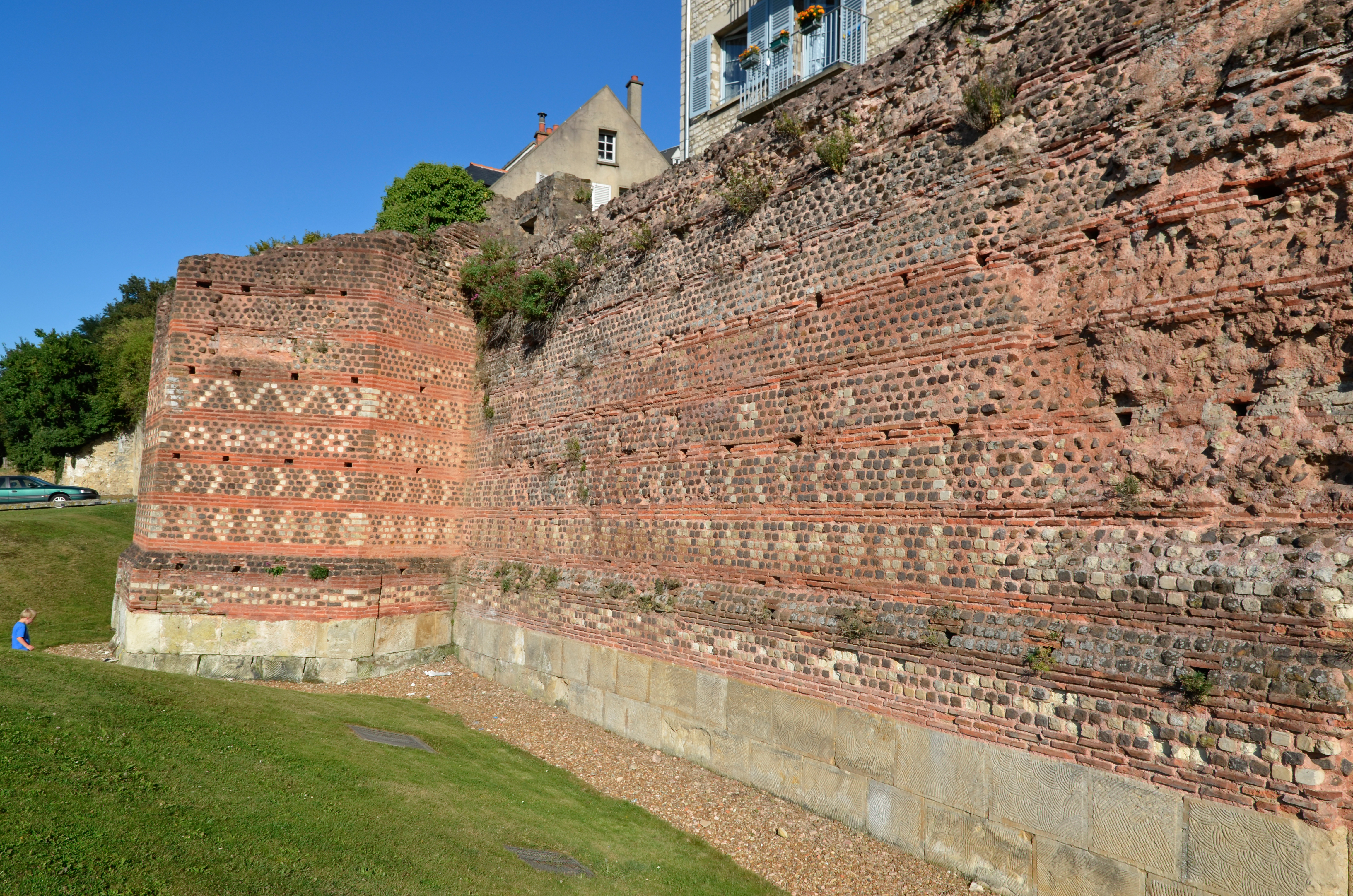
Décors de l'enceinte gallo-romaine du Mans.

Des pans de mur basculés ont permis de reconstituer la décoration extérieure des parois du mur de la galerie sur une hauteur de plus de 14 m : des moellons de grès clairs et foncés dessinent des chevrons et des lignes obliques (opus spicatum), les motifs étant séparés par des rangées de terres cuites ; ce type de décor se retrouve dans plusieurs sites de la région, comme peut-être la tour de Grisset, jusque dans l'enceinte gallo-romaine du Mans, plus tardive. Ce mur comporte, extérieurement, des pilastres qui poursuivent la colonnade du pronaos. Intérieurement, il est décoré de fresques multicolores dessinant des festons et des guirlandes et de motifs en stuc et cette même décoration se retrouve sur la face externe (côté galerie) des parois de la cella.
Un vaste péribole (Pé) carré de 90 m de côté enserre le temple ; son mur comporte huit niches en exèdre (E) — ouvertes vers l'extérieur — et couvertes en tuiles mais ce dispositif, rarement rencontré, est encore mal connu ; ce parti architectural est toutefois rencontré à la bibliothèque d'Hadrien, à Athènes. L'orientation particulière des exèdres semble confirmer l'importance de l'édifice religieux au sein du site aubignanais,. Il est toutefois attesté que deux pilastres, semblables à ceux qui décorent le mur de galerie du sanctuaire, encadrent chaque exèdre,. En outre, les exèdres du péribole sont probablement décorées de peintures apposées sur des tegulae fixées au mur. Une entrée a été formellement identifiée ; dans le mur nord, précédée d'un perron (4 × 2,50 m), elle donne accès au bâtiment à galerie proche du temple, mais elle est également orientée dans l'axe d'un second temple, plus au nord. Une seconde entrée existait très certainement dans le mur est du péribole, face à l'escalier du temple, mais aucune trace n'en est connue.
Dans la cour, à 10 m à l'est de l'entrée du temple et légèrement désaxé par rapport à celui-ci, se trouve un bassin (B) aux parois maçonnées en petit appareil. Bien que fortement endommagé par une opération de fouille clandestine à l'initiative du locataire de la parcelle en 1974, il a pu être intégralement reconstitué. Il est de forme rectangulaire aux petits côtés arrondis en absides et mesure 9,43 × 4,70 m. L'une des fonctions de ce bassin semble être de recueillir les eaux d'infiltration du péribole,, et de tels dispositifs ont été mis en évidence pour d'autres temples.
L'architecture du temple et ses dimensions au sol le rendent comparables à la Maison Carrée de Nîmes, dont il diffère toutefois notamment par l'appareil utilisé dans sa maçonnerie et par son aménagement intérieur,. Les dimensions, l'architecture et le décor de ce temple ainsi qu'un fragment de statue de Victoire découvert sur place suggèrent que l'édifice pouvait être dédié au culte impérial ou lié à un « culte guerrier ». Les ornements et l'architecture du temple de Cherré, comme ceux des temples d'Oisseau-le-petit et de Sablé-sur-Sarthe, apparaissent plus travaillés que ceux du sanctuaire de Mars Mullo à Allonnes.

Le grand temple de Cherré.
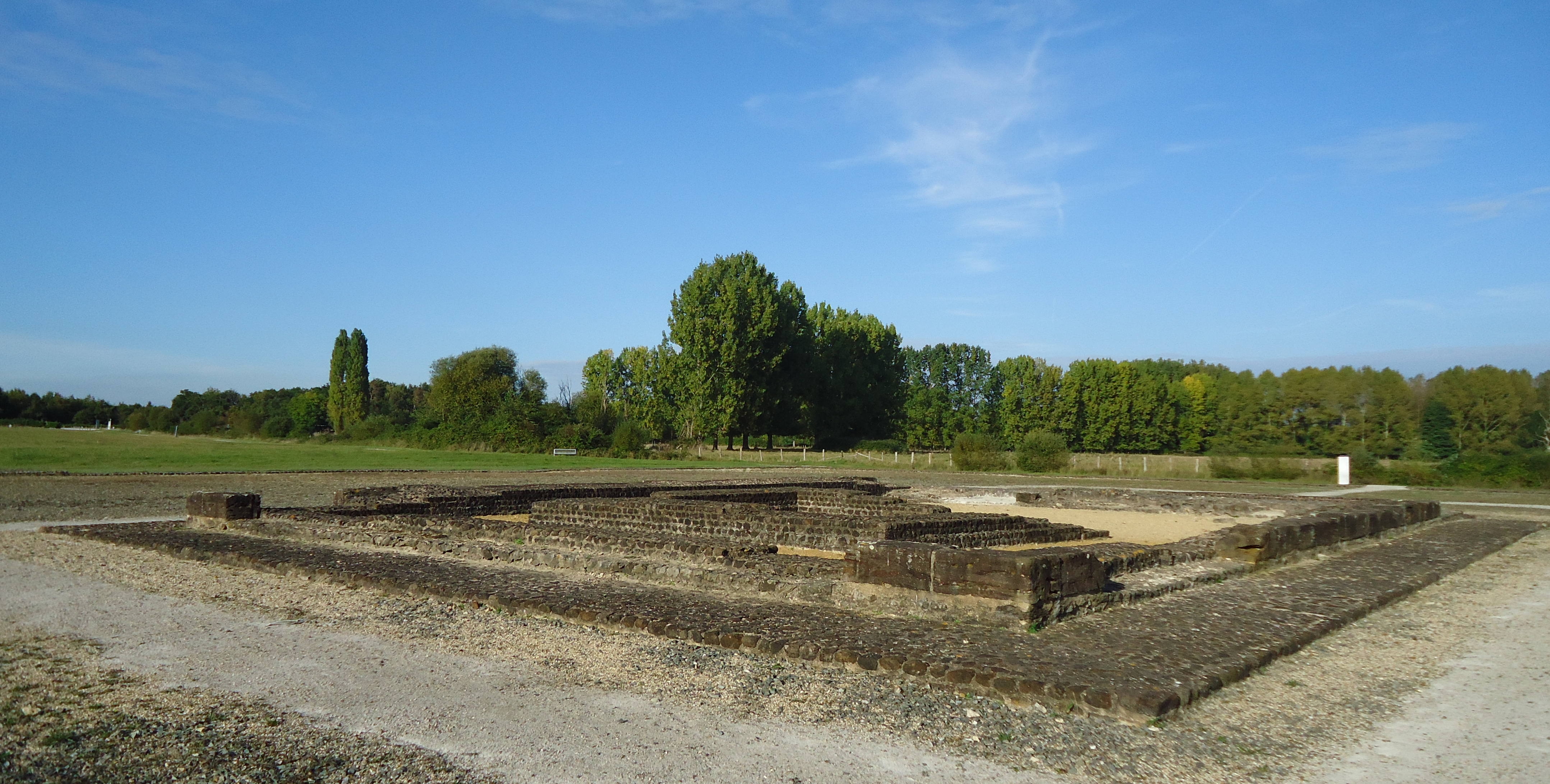
Soubassements du temple.
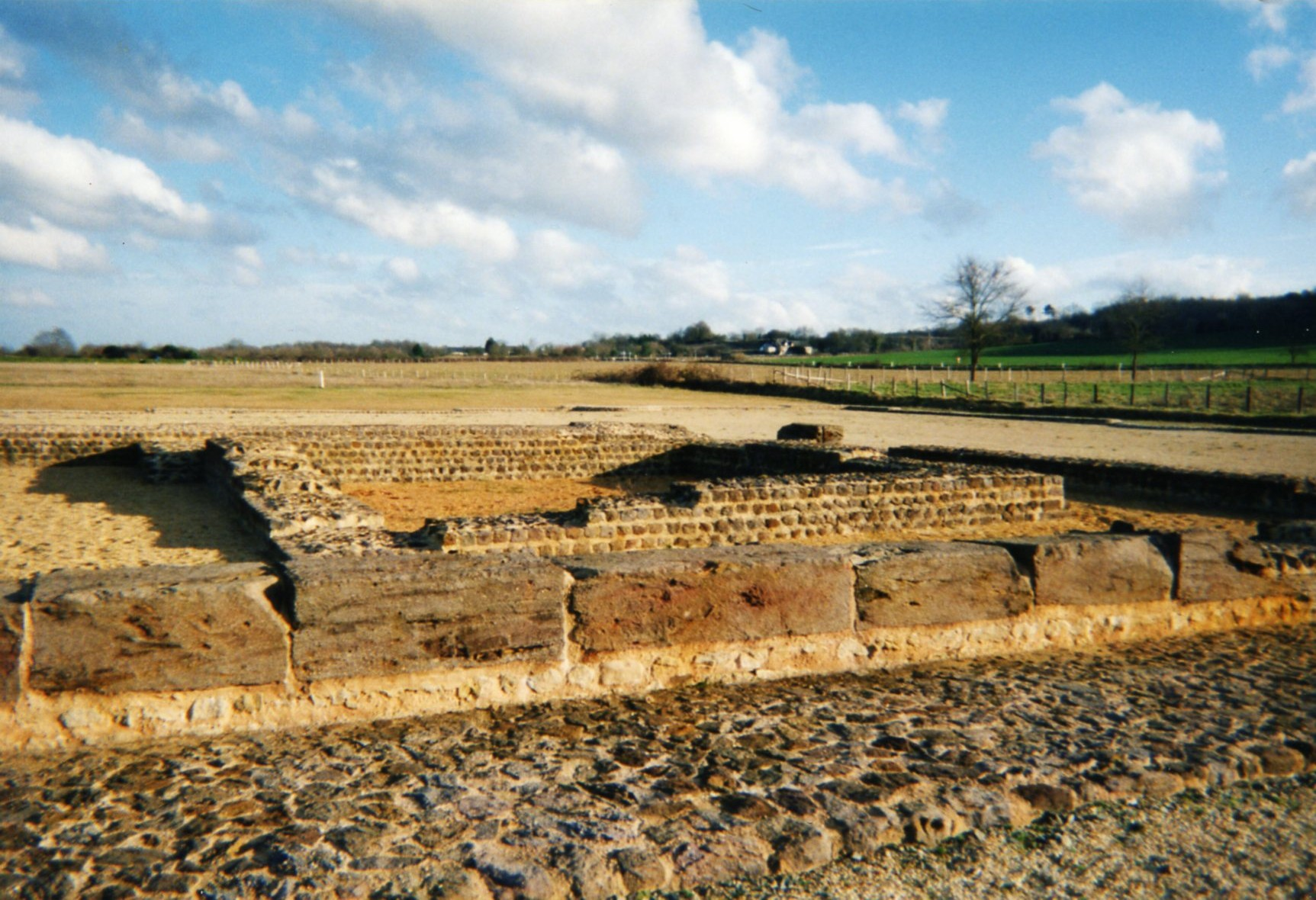
Cella.
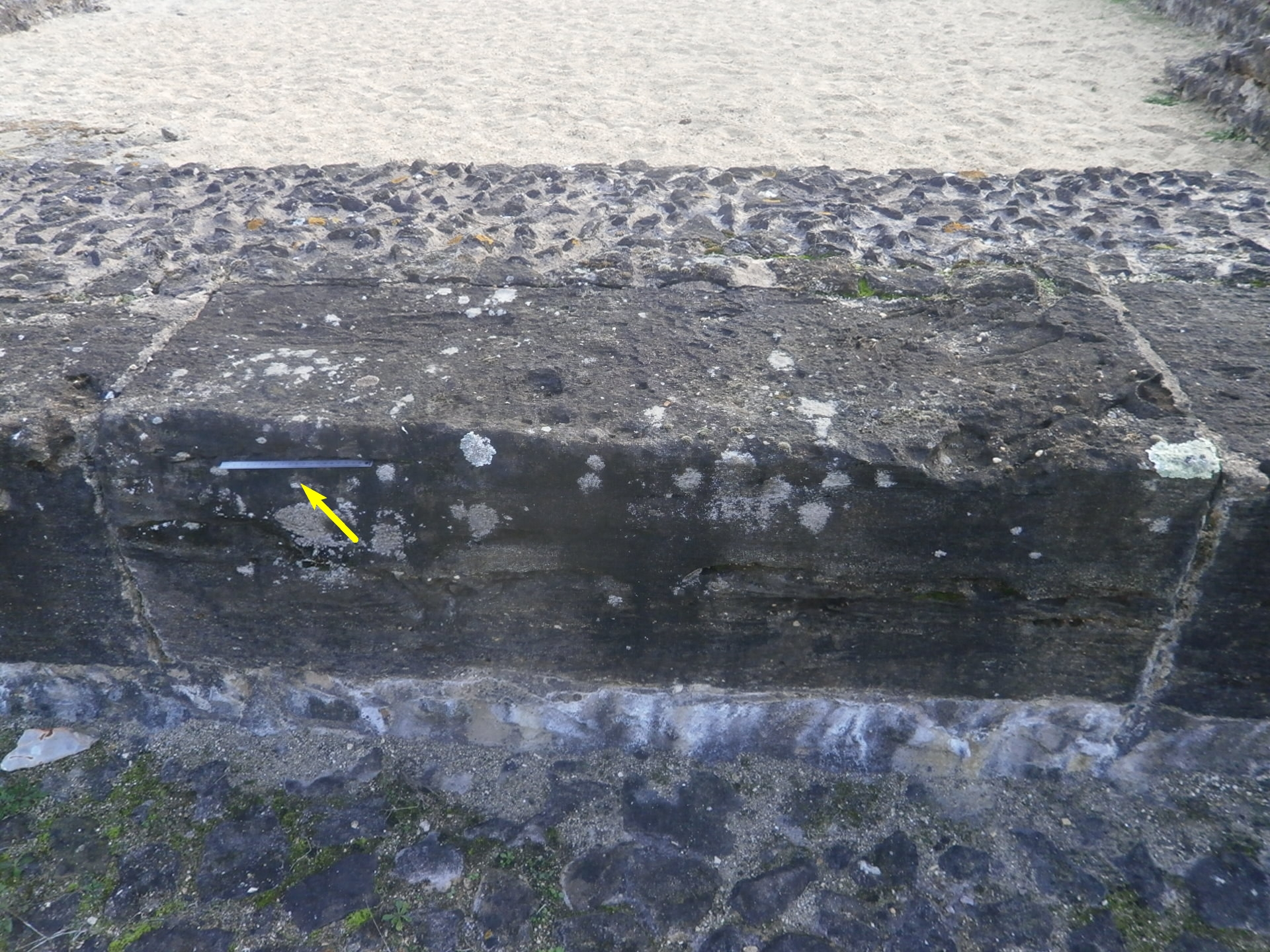
Bloc de grès en grand appareil[Note 26].
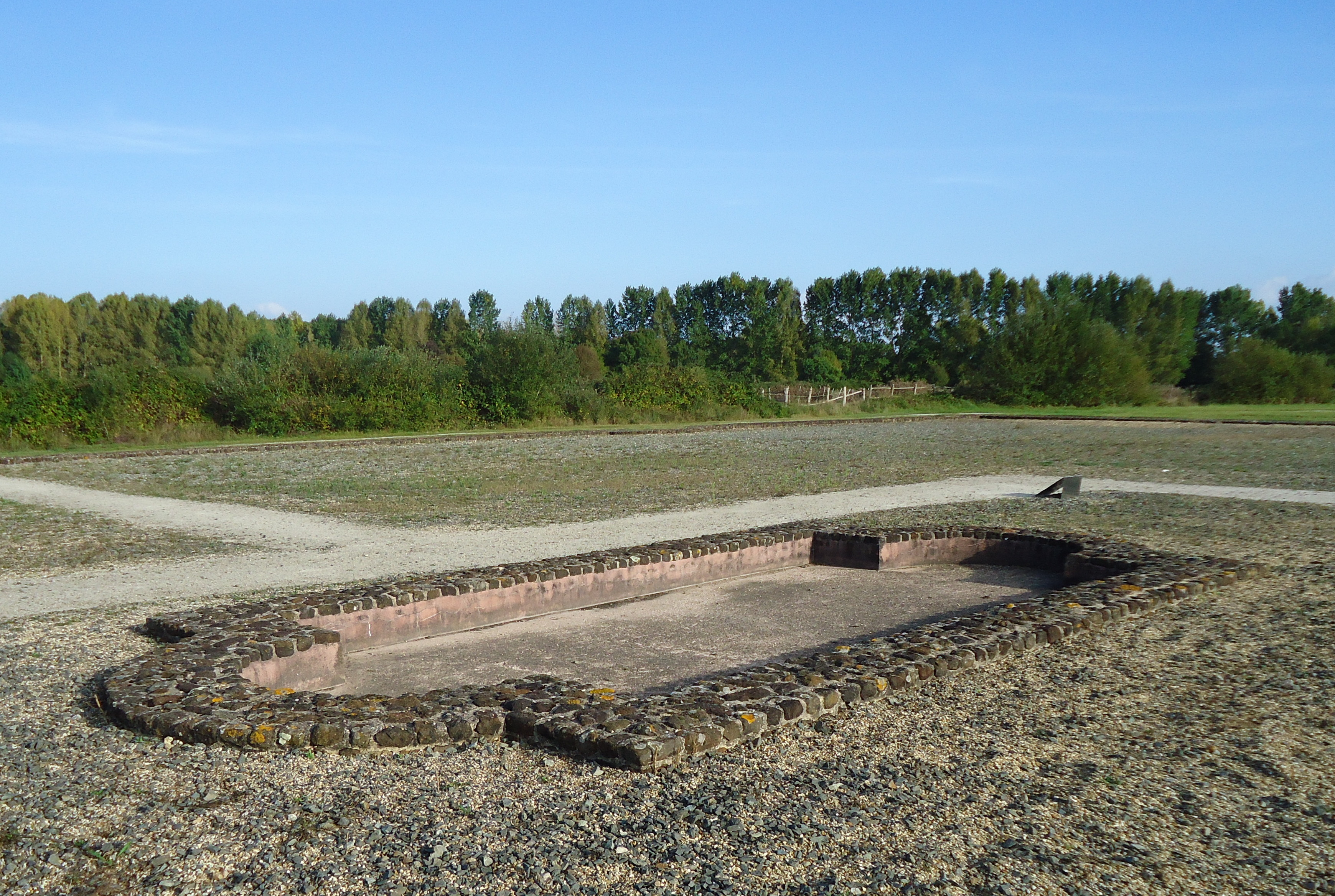
Bassin.
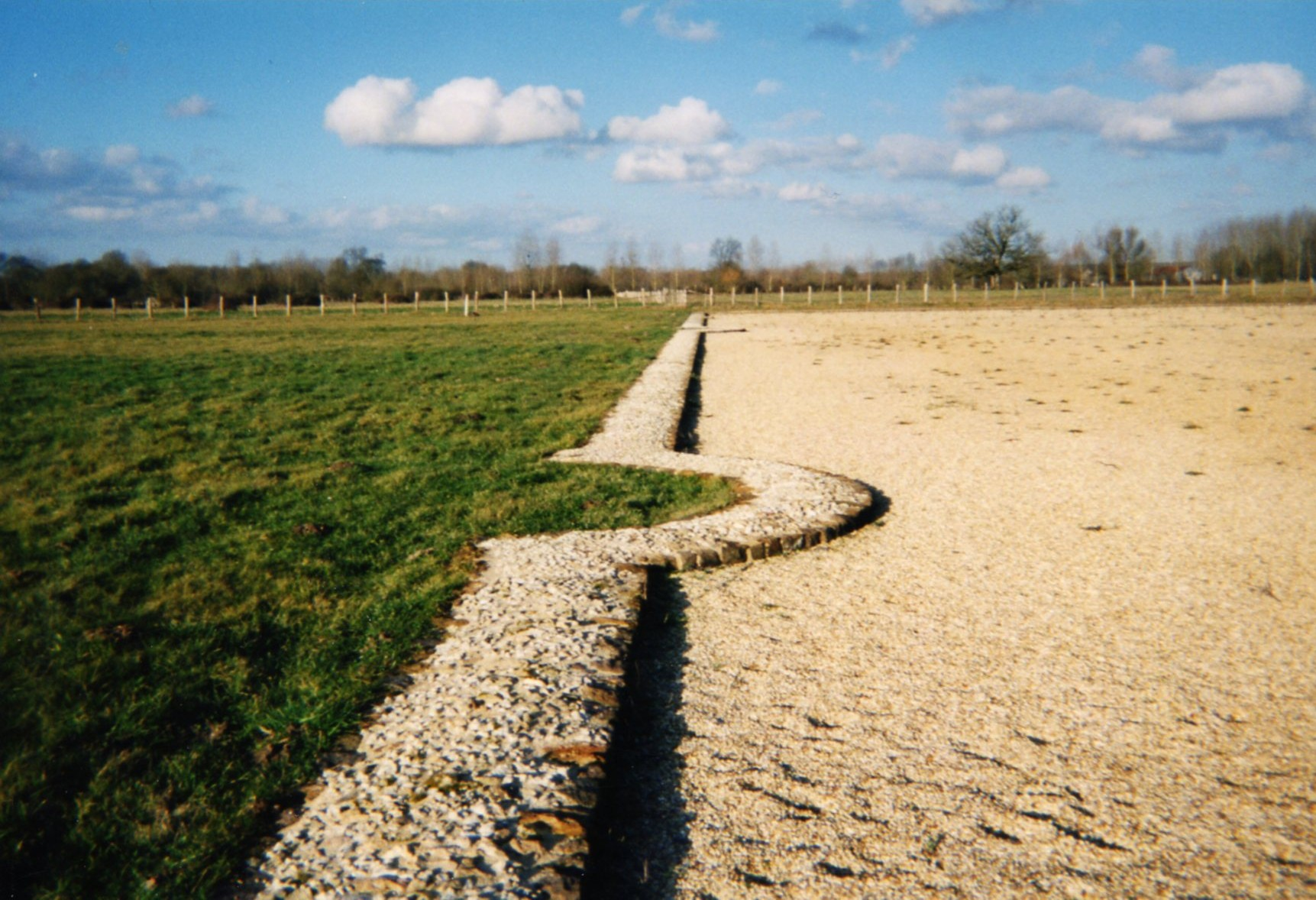
Mur du péribole et niche en exèdre.
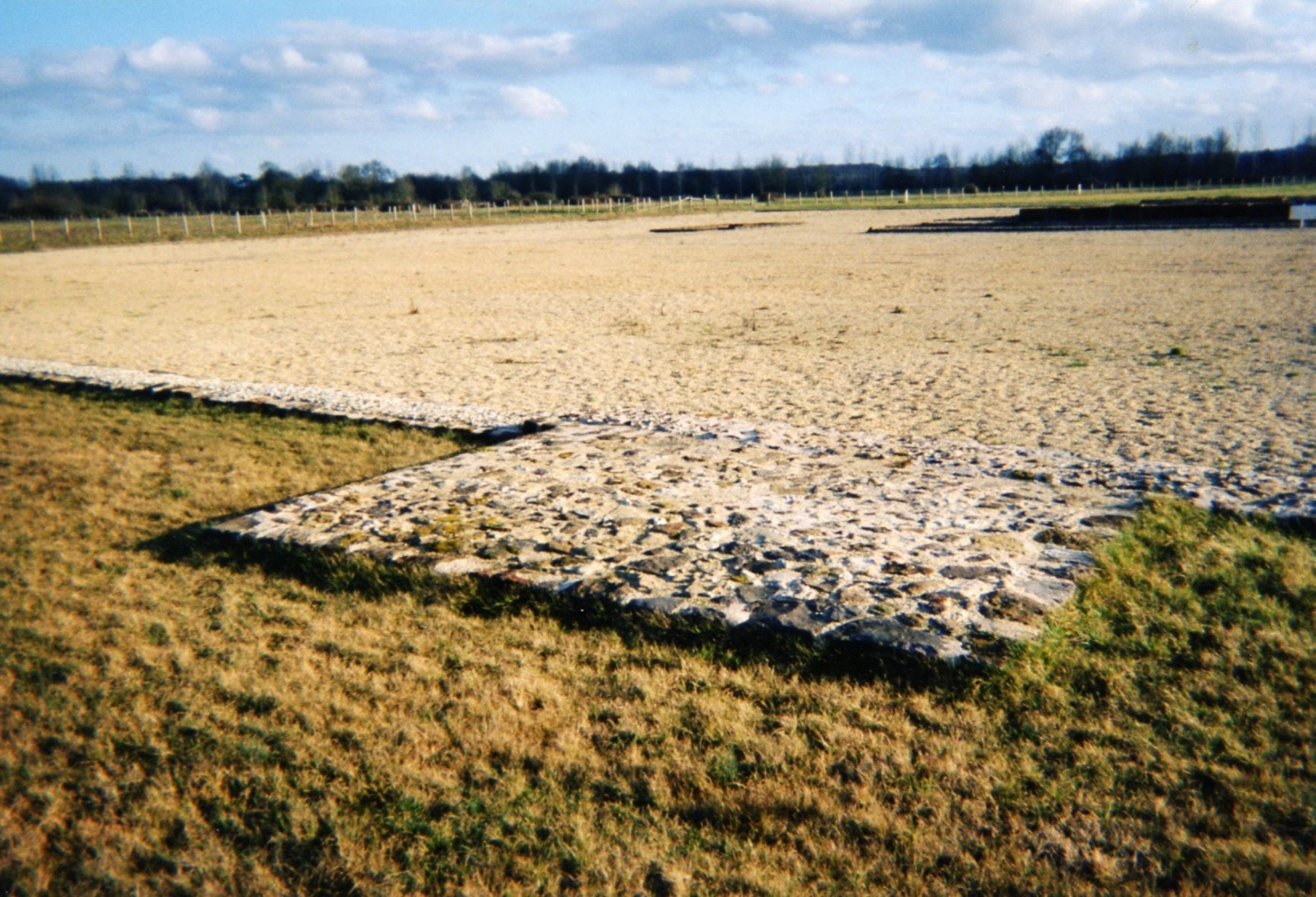
Perron de l'entrée nord.

#### Thermes

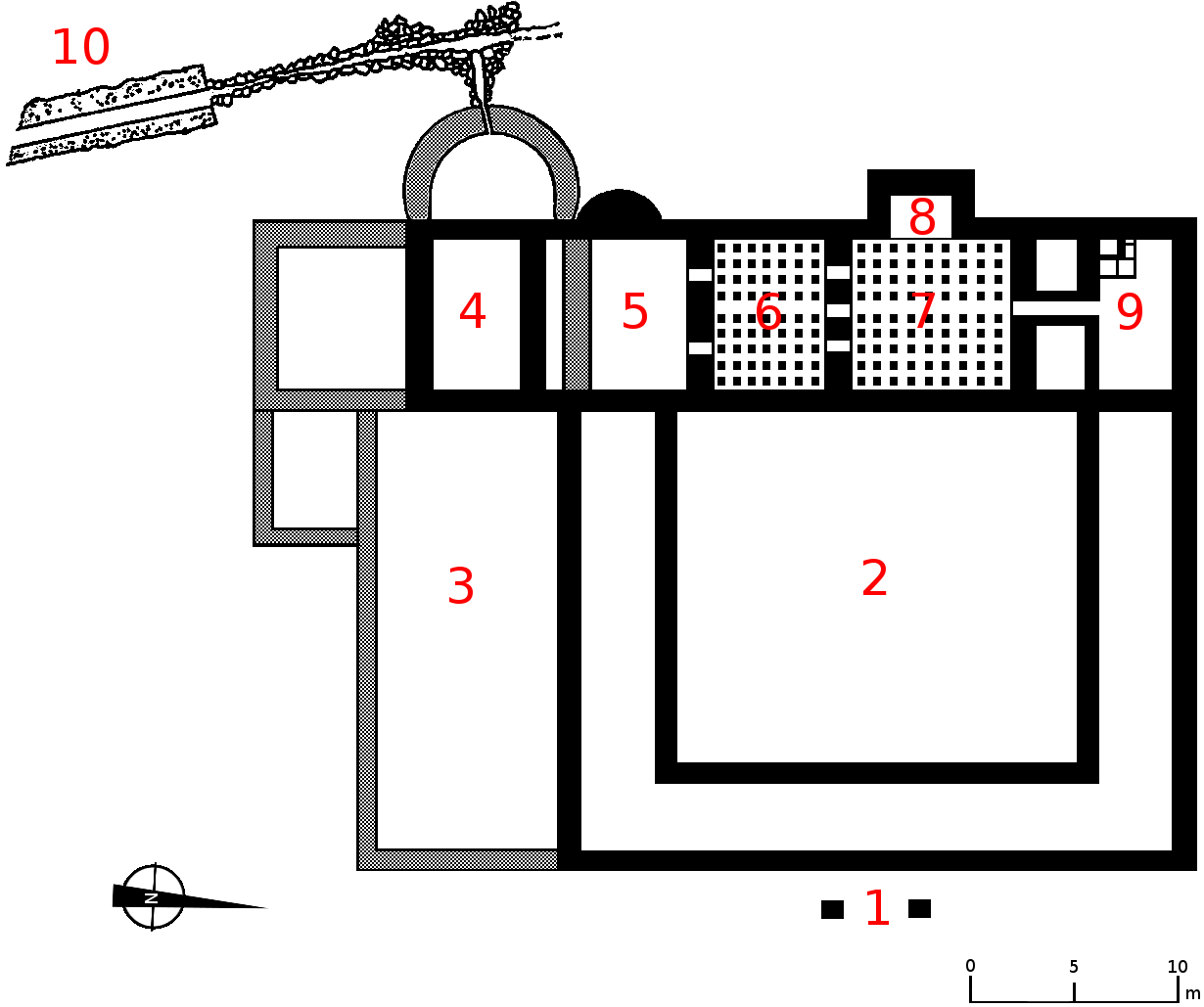
Plan des thermes de Cherré.
dernier quart du Ier siècle
seconde moitié du IIe siècle

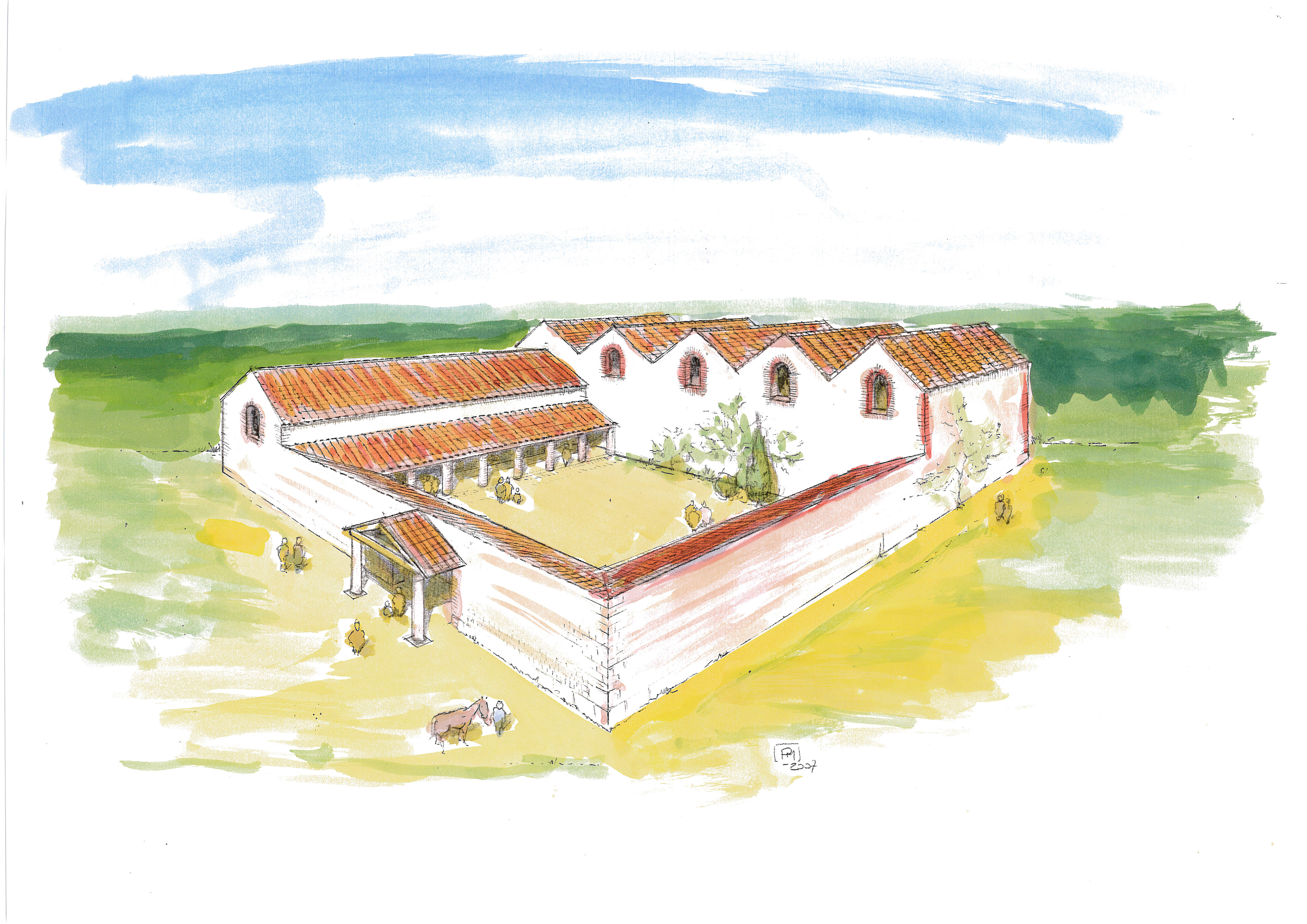
Proposition de restitution des thermes (second état).
Dessin Pascal Mariette.

Les thermes de Cherré, fouillés de 1989 à 1991, composent un vaste complexe mesurant 35 × 30 m qui résulte d'une construction dans le dernier quart du Ier siècle et d'un agrandissement dans la première moitié du IIe siècle ; plusieurs pièces sont alors ajoutées au sud du complexe dont un apodyterium (3) et une piscine froide est construite en abside extérieure à l'ouest du frigidarium. En 1966, Adrien Percheron de Monchy, sur la base de sondages partiels, émet plusieurs hypothèses sur la nature-même du complexe : un vaste établissement public — ce que les fouilles des années 1980 semblaient confirmer —, le balneum d'une habitation privée ou celui d'un plus grand bâtiment destiné à accueillir des pèlerins. Toutefois, la petite dimension des pièces strictement balnéaires des thermes de Cherré suggère qu'ils n'étaient pas ouverts à un très large public, mais peut-être réservés à l'usage des desservants du temple tout proche.
L'abandon des thermes, à la fin du IIe ou au début du IIIe siècle, semble assez précoce par rapport aux autres bâtiments du site.
Dans leur configuration finale, les thermes ont un plan centré asymétrique et couvrent une superficie de 926 m2. L'accès au complexe se fait à l'est par une porte protégée par un auvent (1) supporté par des poteaux en bois. La palestre (2) mesurant 15 × 14,20 m, en position centrale, est entourée sur trois côtés d'une galerieconstituant un « porticus triplex ». La quatrième aile, côté ouest, présente la succession des pièces du secteur thermal proprement dit, du frigidarium (4) au sud au caldarium (7) pourvu d'une piscine chaude (8) au nord, obligeant les utilisateurs à rebrousser chemin pour terminer par un passage dans la piscine froide, respectant ainsi le parcours habituel à l'intérieur d'un établissement thermal. Au sein de cette quatrième aile, outre ces structures balnéaires, une autre grande salle a été identifiée, pouvant se révéler faire office de « salle de sport »,. Les pièces chauffées (6 et 7) bénéficient d'un apport de chaleur par le sol (hypocaustes) à partir d'un praefurnium (9) et l'évacuation des eaux est assurée par un conduit en pierres sèches débouchant dans un caniveau maçonné (10) partiellement aménagé en latrines et qui se dirige vers le sud. Des éléments métalliques, sous forme de fiches en « T » ou en « L », assurent la fixation des dispositifs d'isolation et de chauffage des parois du bâtiment balnéaire.
Lors de la découverte des vestiges, seul le mur de la piscine froide demeurait en légère élévation. Les autres pièces avaient été arasées au niveau du sol et leurs matériaux récupérés, dont les briques des hypocaustes par la suite reconstituées. Les vestiges de marbres, de mosaïques, d'enduits et de moulures récoltés sur place sont insuffisants pour restituer le décor du monument. Toutefois, il est attesté que les marbres qui ornaient le monument ont pour partie une origine locale ou régionale, mais proviennent aussi de gisements plus éloignés, comme les carrières de marbre de Saint-Béat. Un four et des fosses à chaux ont été retrouvés dans la cour des thermes,, ainsi que des structures temporaires (cabane, trous de poteaux d'échafaudages), tous ces aménagements étant peut-être liées à son chantier de construction. En outre, à l'instar du forum, les vestiges du complexe thermal ont livré des pièces de céramiques sigillées dont l'une représente un personnage et des décors en forme de rosette et de végétal.

Les thermes de Cherré.
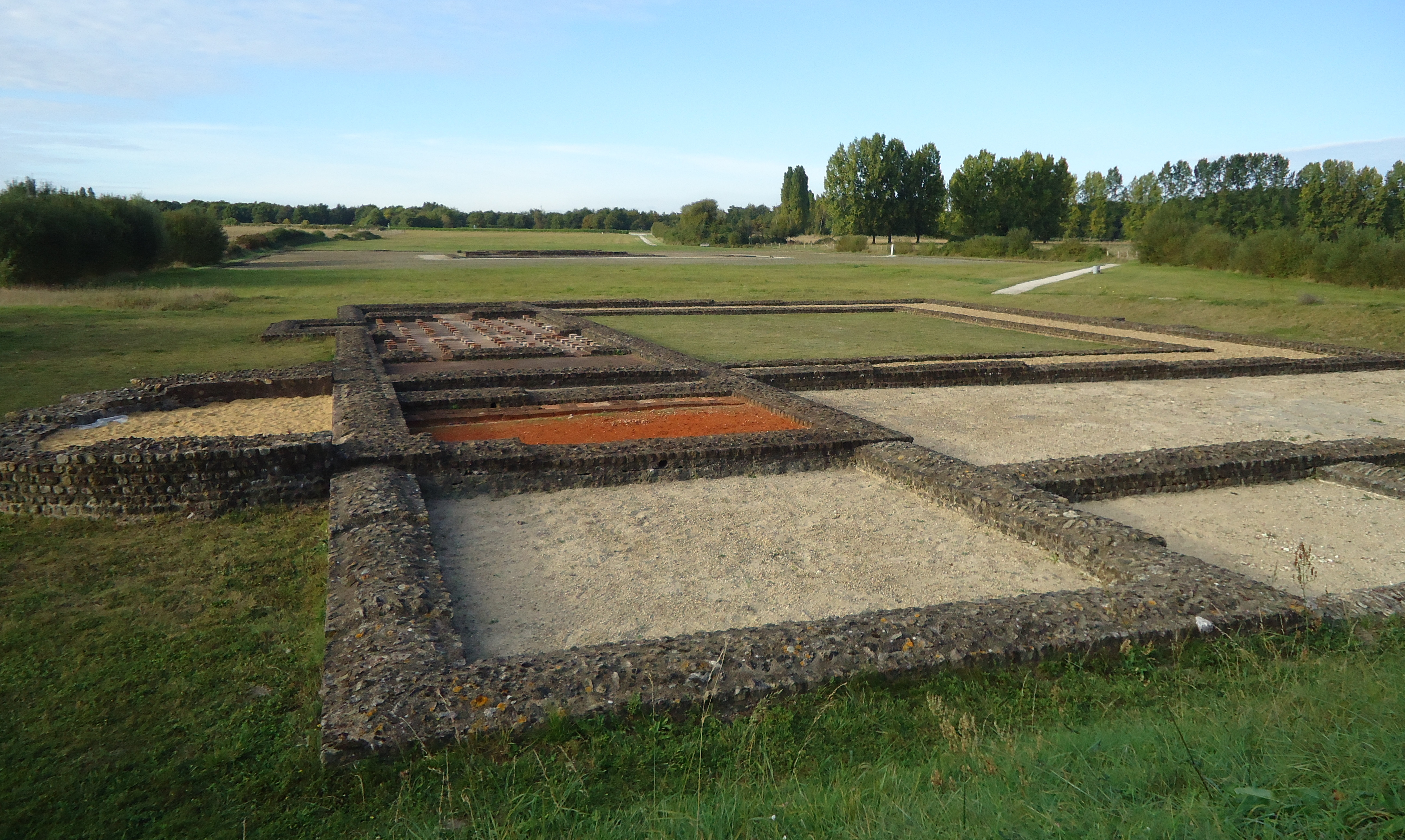
Soubassements.
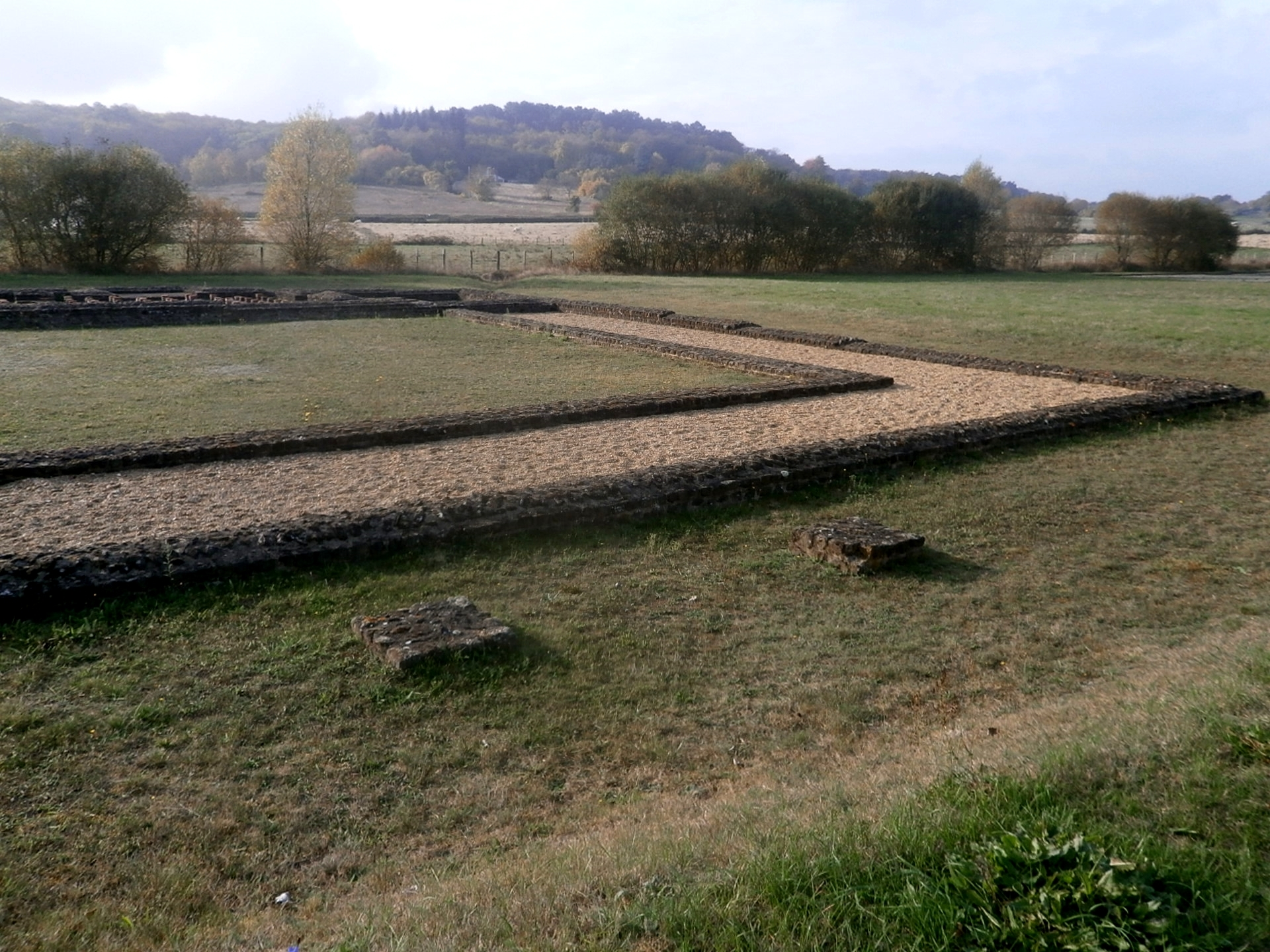
Piliers de l'auvent de l'entrée.
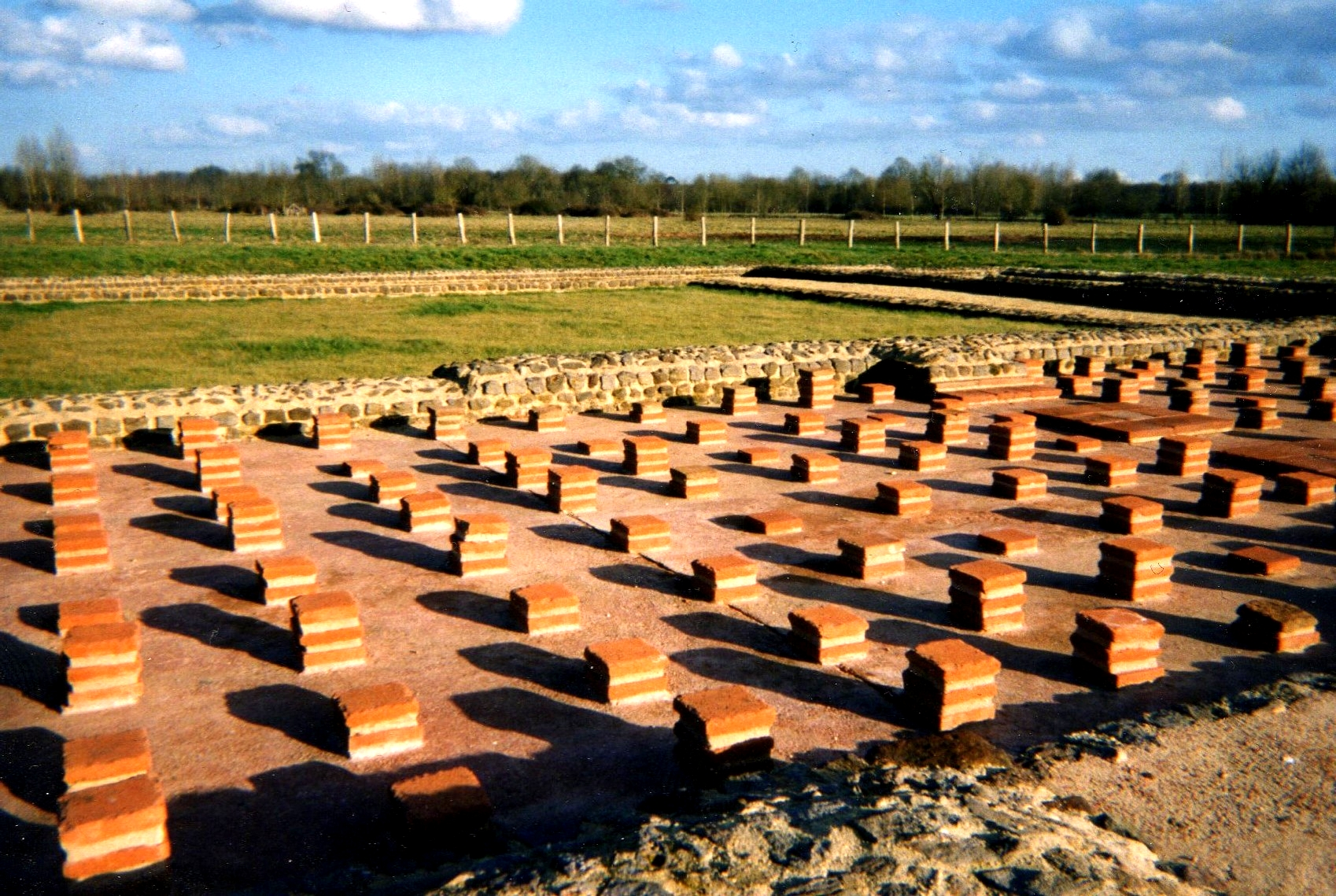
Reconstitution des pilettes des hypocaustes.
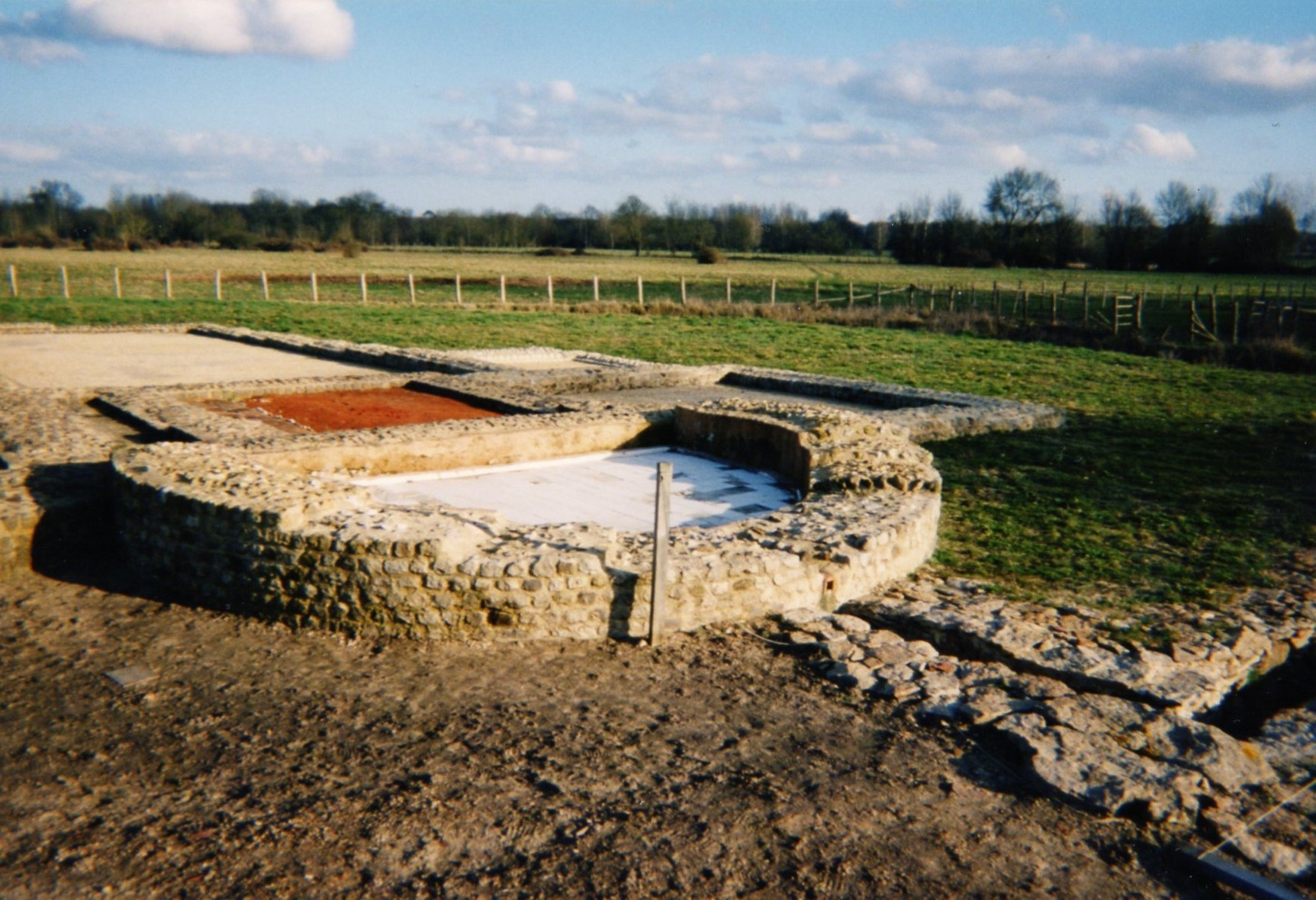
Piscine froide.
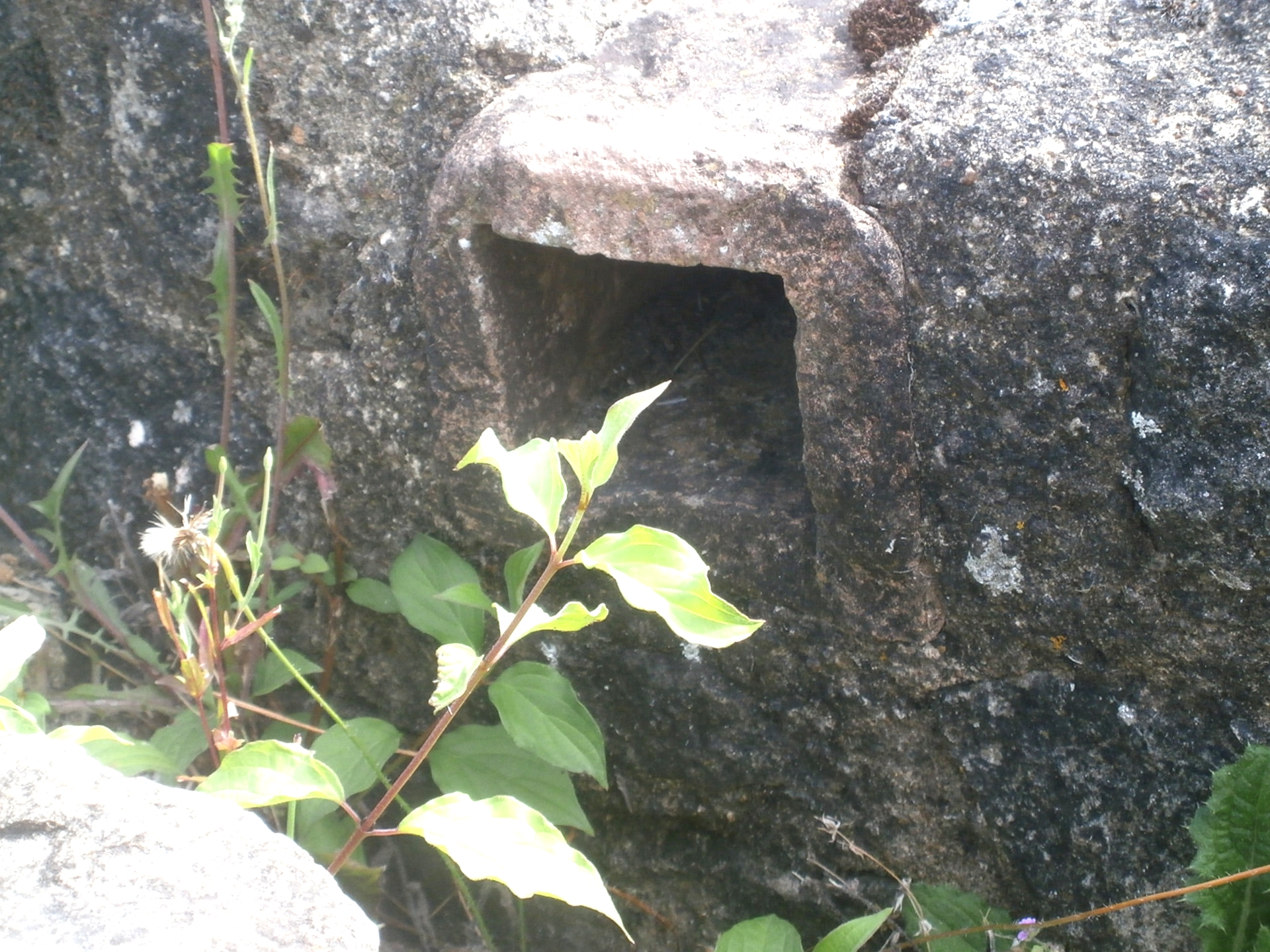
Évacuation des eaux de la piscine froide.

### Aménagements encore à découvrir pour partie

#### Aqueduc

Tracé de l'aqueduc.

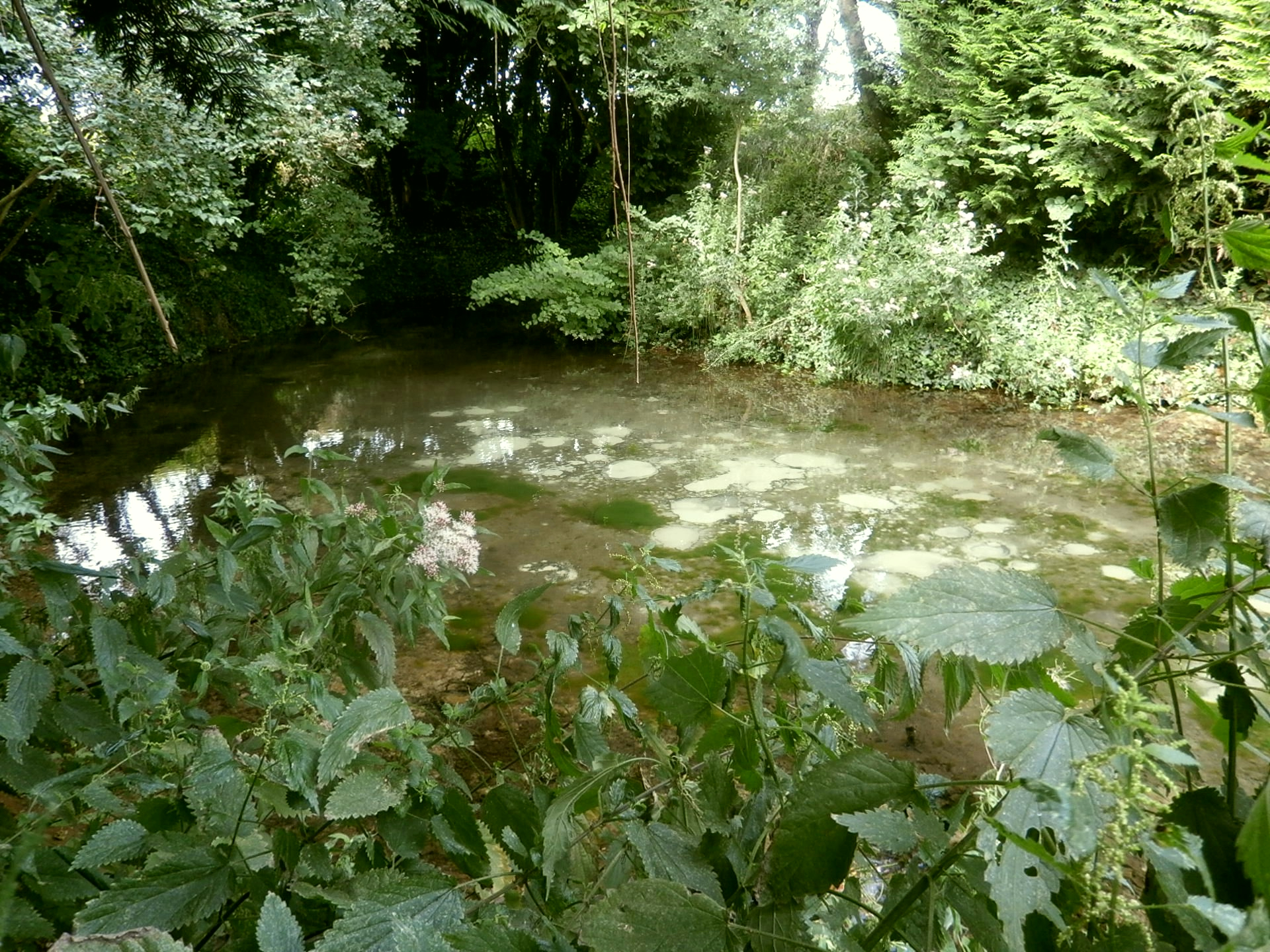
Bassin de la source de Chenon.

L'approvisionnement en eau de l'ensemble du site, dont le forum au nord et les thermes au sud, est assuré par un aqueduc exclusivement souterrain, mais dont le tracé long de 4,5 km qui suit les courbes de niveau à une altitude variant de 55 à 50 m, a pu être restitué après les études faites en 2001-2003. La canalisation en maçonnerie présente une section de 0,24 × 0,27 m, établie au fond d'une tranchée, à une profondeur allant de 0,30 m à 5 m localement et recouverte de dalles de grès blanc. Au moins un regard de visite a été identifié,. À mi-hauteur du coteau, à l'ouest des thermes, un réservoir en bois de 2 × 2 m assure la régulation de la pression et la répartition de l'eau de l'aqueduc. Au-delà de ce point, aucun vestige n'a été retrouvé dans la partie terminale de l'aqueduc, aux abords du site, ce qui suggère qu'il pouvait alors être aérien. La quantité de matériaux (pierres et béton) utilisée pour la construction de l'aqueduc est estimée à 7 000 t. Sa construction semble contemporaine de celle des thermes,. Il est en grande partie alimenté par une source, au lieu-dit de « La Fontaine de Chenon » qui constituerait son point de départ. D'autres sources de moindre importance, comme la fontaine Saint-Hubert à Coulongé partiellement canalisée dans un conduit semblant antique, renforcent peut-être son débit le long de son parcours,. La source de Chenon, qui n'est plus reliée à l'aqueduc obstrué, s'écoule désormais dans un ruisseau. Le débit de cet ouvrage est évalué à 15 l/s sur la base du débit moderne de la source de Chenon (12 000 m3/j) et sa pente moyenne est estimée à 0,63 m/km. La teneur élevée de l'eau en dioxyde de carbone, empêchant la formation de concrétions calcaires, réduit les risques d'obstruction du petit conduit de l'aqueduc.
Au niveau de Cherré, la distribution de l'eau dans les divers monuments semble se faire au moyen de canalisations en bois, et raccordées par des embouts métalliques ; des conduites en plomb complètent le dispositif. C'est ainsi que sont alimentés le marché-forum, les thermes, et peut-être le bâtiment à portiques qui au nord, borde le temple. Il également possible que le trop-plein soit directement acheminé vers la canal d'évacuation des thermes, assurant ainsi le rinçage permanent des latrines qui y sont aménagées.

#### Dispositifs d'évacuation des eaux

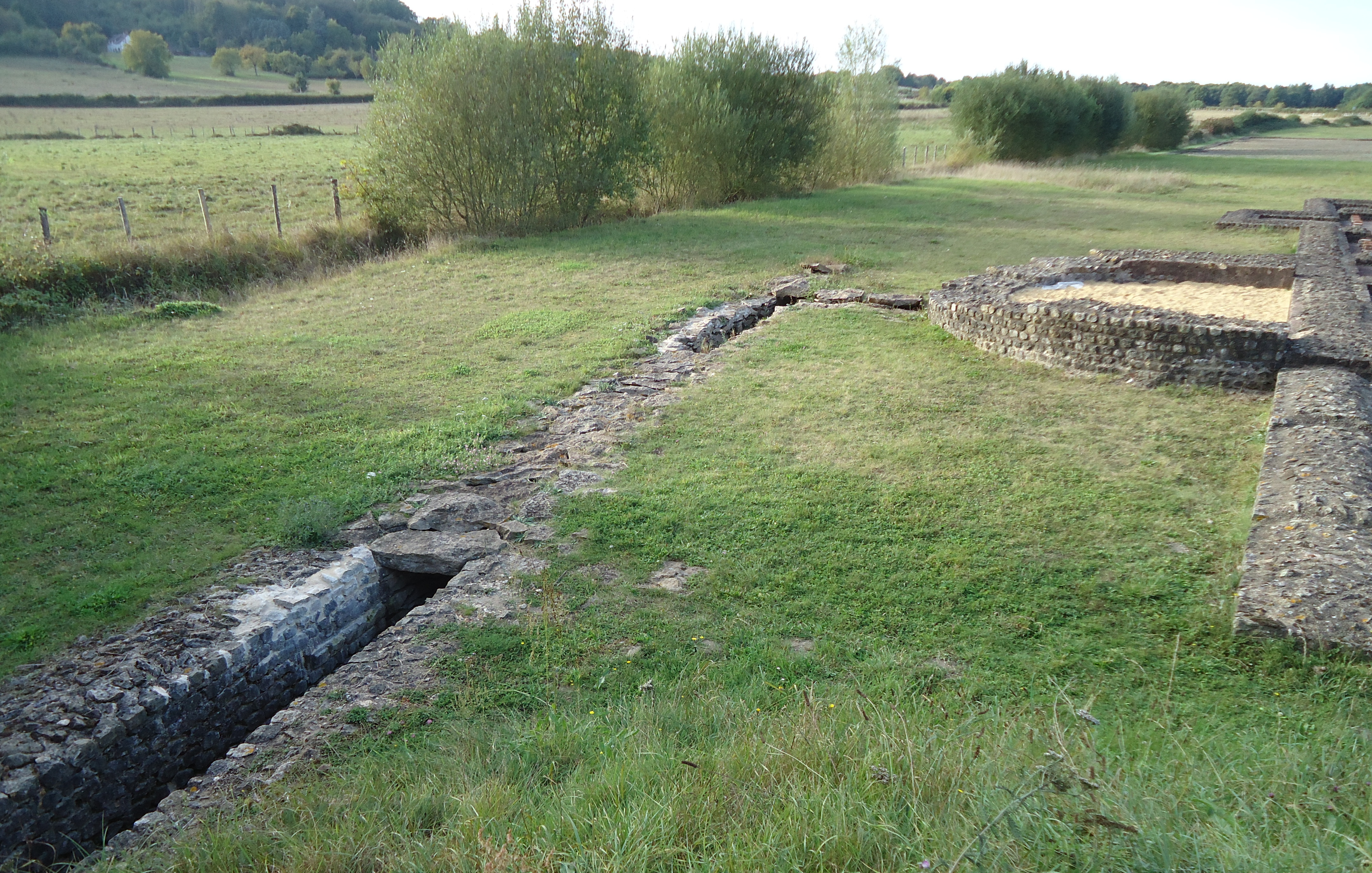
Caniveau d'évacuation des eaux usées des thermes.

À l'ouest du temple, traversant le péribole, un dispositif de drainage, sans doute imposé par la nature marécageuse du terrain sur lequel le monument est établi, est mis au jour et des portions d'égout ou de canalisations de drainage, peut-être en bois frettées de cercles de fer, ont été identifiées ; d'autres semblent constituées de pierres sèches recouvertes de dalles de grès. L'ensemble constitue ainsi un réseau de drains auquel le bassin du temple est probablement relié ; le sol du péribole lui-même est composé d'une couche imperméable de calcaire compacté recouverte de sable et le pourtour du temple forme un glacis éloignant des fondations les eaux de ruissellement des toitures.
Le collecteur situé à l'ouest des thermes assure une triple fonction. En amont des thermes, constitué d'une canalisation de petites plaques de grès superposées recouvertes de grandes dalles de grès, il participe au drainage du terrain avoisinant et recueille les eaux en provenance du temple et de son péribole. Par un embranchement au niveau des thermes, il évacue leurs eaux usées. En aval des thermes, c'est un canal de maçonnerie partiellement aménagé en latrines dont certaines dalles de couverture, pourvues d'échancrures circulaires, ont été retrouvées. Il est orienté en direction du Loir mais son tracé, au-delà de Cherré, n'est pas connu.

#### Bâtiments non identifiés ou non étudiés
La photographie aérienne a révélé l'existence d'un vaste bâtiment long de 40 m et pourvu de galeries au nord du temple. Une porte dans le mur du péribole du temple faisait communiquer les deux édifices. Ce bâtiment n'a pas encore été étudié en 2016 ; il peut s'agir d'une structure d'accueil pour les pèlerins comparable à celles mises au jour à proximité des temples dans les sanctuaires de Mauves-sur-Loire (Loire-Atlantique) ou d'Entrammes (Mayenne) où un bâtiment de 38 × 11 m a été mis en évidence.
Un second temple, non fouillé, est découvert au nord du premier sanctuaire ; il semble de plus petite taille (12 × 9,5 m), sa cella n'a pas été identifiée mais il est établi sur un podium auquel un escalier permet d'accéder. Il est séparé du grand temple par la zone marécageuse ayant servi de réceptacle au dépôt d'armes protohistoriques.
Le site comprend également au moins quatre autres bâtiments, révélés eux aussi par la prospection aérienne à la fin des années 1980 et au début des années 1990, mais ni leur datation, ni leur nature ou leur fonction n'ont encore été déterminées, l'un d'entre eux étant peut-être une domus ou une mansio.

#### Voirie
Plusieurs portions de voirie ont été mises en évidence sur le site, mais elles sont éparses, pas nécessairement mises en place à la même époque et elles ne permettent pas, au regard des données actuelles, de restituer un réseau viaire organisé. L'existence d'un tel réseau, dont l'étendue et la densité sont inconnues, est cependant envisageable pour assurer la liaison entre toutes les composantes monumentales du site, et notamment dans le sens nord-sud pour les principaux bâtiments alignés. François Liger, dès la fin du XIXe siècle, mentionne des vestiges de cette voie assimilable à un cardo, mais aucune étude plus récente n'en a retrouvé la trace.
Semblant passer en bordure septentrionale du bâtiment allongé qui accompagne au nord le temple, deux tronçons de voirie, qui paraissent alignés est-ouest, pourraient marquer l'emplacement d'une voie qui traverserait le site d'est en ouest.
Le bassin, dans la cour du temple, est implanté sur le tracé d'une allée (V) se dirigeant vers l'escalier du temple, et qu'il recoupe ; cette voie large de 4 m a été mise en évidence entre le bassin et le mur est du péribole mais aucun seuil pouvant lui correspondre n'a été identifié dans le mur du péribole.
Deux autres éléments de voirie ont été identifiés, mais ils semblent se rattacher à une occupation tardive du site, médiévale voire moderne. Le bâtiment allongé situé au nord du temple est détruit tardivement et une voie, sensiblement orientée est-ouest et bordée de fossés, est partiellement implantée sur son emprise, empierrée avec ses décombres. Un autre tronçon de voirie (nord-est—sud-ouest), en partie construit avec des matériaux issus de la démolition des thermes, a été identifié au sud du site.

### Statut encore à préciser
La nature même du site antique de Cherré a longtemps été discutée et, en 2016, son statut n'est probablement pas définitif, évoluant au fil des découvertes sur le site mais aussi des travaux plus généraux sur la typologie de ce genre de complexes. En 1931, le lieu-dit aubignanais est qualifié de vicus. Les fouilles entreprises à partir des années 1970 concluent que Cherré fut un « complexe rural ». En 1979, le terme de conciliabulum (lieu d'assemblées) est pour la première fois employé, en parallèle avec celui de « complexe rural »,, et c'est au début des années 1980 que la formule « grand sanctuaire rural » est utilisée.
Depuis 1995, dans le prolongement d'importants travaux portant sur la typologie de ce type d'ensembles et en l'absence de vestiges attestés d'habitats, c'est le terme « agglomération secondaire » qui est retenu,. Plusieurs auteurs soulignent que Cherré correspond à une « agglomération secondaire aux fonctions religieuses dominantes, complexe religieux apparemment sans habitat »,. Yvan Maligorne estime lui aussi que le complexe urbain antique de Cherré se manifeste comme étant une « agglomération secondaire », incluant une notion de « subordination au chef-lieu »,.

#### Publications spécifiquement consacrées au site de Cherré
- Claude Lambert et Jean Rioufreyt, « Le complexe antique de Cherré (Aubigné-Racan, Sarthe) », La Province du Maine, vol. 19,‎ 1976, p. 231-235.
- Claude Lambert et Jean Rioufreyt, Le théâtre gallo-romain de Cherré à Aubigné-Racan, campagnes de fouilles 1977 et 1978, Le Mans, La Province du Maine, fascicules 27 à 31, 1978-1979, 71 p.
- Claude Lambert et Jean Rioufreyt, « Le complexe antique de Cherré à Aubigné-Racan », La Province du Maine, vol. 16, t. IV,‎ 1990, p. 345-356.
- Claude Lambert et Jean Rioufreyt, « Le grand sanctuaire rural d'Aubigné-Racan et l'agglomération antique de Vaas », Cahiers de Vedacensis, no 5,‎ 2000, p. 20-30.
- Claude Lambert et Jean Rioufreyt, « L'aqueduc du sanctuaire gallo-romain d'Aubigné-Racan et l'alimentation en eau des monuments », Cahiers de Vedacensis, no 17,‎ 2012, p. 33-37.
- Claude Lambert et Jean Rioufreyt, « Aubigné-Racan. Dans les méandres du Loir, un grand sanctuaire gallo-romain », dans Jacques Cailleteau (dir.), Affluents de la Loire. Morceaux choisis : Numéro 130 hors-série de la revue 303 arts, recherches et créations, Nantes, Revue 303, 2014, 224 p., p. 64-70.
- Pauline Marton (dir.), Laissez-vous conter le site archéologique d'Aubigné-Racan, Syndicat Mixte du Pays Vallée du Loir, Pays d’art et d’histoire de la Vallée du Loir, 2008, 12 p.
- Léon Palustre, « Le théâtre d'Aubigné (Sarthe) », Bulletin Monumental, 5e série, vol. 43, t. 5, no 1,‎ 1877, p. 86-90 (lire en ligne).
- Adrien Percheron de Monchy, « La ville romaine de Cherray en Aubigné », Revue historique et archéologique du Maine, t. XLV,‎ 1965, p. 96-124.
- Adrien Percheron de Monchy, « La ville romaine de Cherray en Aubigné », Revue historique et archéologique du Maine, t. XLVI,‎ 1966, p. 116-146.

#### Publications générales totalement ou partiellement consacrées à l'architecture ou au patrimoine antiques
- [Publication collective], Dossiers de l'Archéologie, vol. 134 : Les théâtres de la Gaule romaine, janvier 1989 (ISSN 1141-7137).
- Estelle Bertrand (dir.), Florian Sarreste (dir.), Christophe Loiseau et al. (préf. Alain Ferdière), Passé de campagnes - Fermes et villae antiques de la Sarthe : Catalogue de l’exposition tenue du 28 novembre 2012 au 24 juin 2013 au Centre d’Études et de Ressources Archéologiques du Maine Pierre Térouanne à Allonnes (Sarthe), CERAM Pierre Térouane Allonnes, 2012, 96 p. (ISBN 978-2-913566-53-8, lire en ligne).
- Jean-Philippe Bouvet (dir.), Carte archéologique de la Gaule : La Sarthe (72), Paris, Académie des Inscriptions et Belles-Lettres, 2001, 520 p. (ISBN 2-87754-073-1).
- Claude Lambert et Jean Rioufreyt, « Le sanctuaire d'Aubigné-Racan (Sarthe) », dans Véronique Brouquier-Reddé et al., Actes du colloque international « Autour d’Allonnes (Sarthe), Les sanctuaires de Mars en Occident », Rennes, Presses universitaires de Rennes, 2006, 337 p. (ISBN 978-2-7535-0207-9), p. 223-228.
- (en) James Bromwich, The roman remains of Brittany, Normandy and the Loire valley : A guide book, Lucina books, 2014, 319 p. (ISBN 978-1-78035-662-4, lire en ligne).
- Gustave de Cougny, « Compte-rendu de deux excursions dans le Maine », Bulletin Monumental, 5e série, vol. 40, t. 2,‎ 1874, p. 1-17 (lire en ligne).
- Isabelle Fauduet, Les temples de tradition celtique en Gaule romaine, Paris, Errance, 1993, 159 p. (ISBN 2-87772-074-8).
- Jean-Luc Flohic (dir.), Patrimoine des communes de France - La Sarthe, t. 2, Flohic, 2000, 1167 p. (ISBN 2-84234-106-6).
- Jean-Claude Golvin et Christine Salles, Le théâtre romain et ses spectacles, Lacapelle-Marival, Archéologie nouvelle, 2013, 152 p. (ISBN 979-1-09145-806-1).
- Ambroise Ledru et Eugène Vallée, Répertoire des monuments et objets anciens, préhistoriques, gallo-romains, mérovingiens et carolingiens existant ou trouvés dans les départements de la Sarthe et de la Mayenne, Le Mans, Société historique des archives du Maine, 1911, 431 p.
- François Liger, La Cénomanie romaine, ses limites, sa capitale, ses villes mortes, ses bourgs et villages, ses voies antiques, Paris et Le Mans, Champion, Monneret et de Saint-Denis, 1903, 390 et VI p.
- Christophe Loiseau, Le métal dans l'architecture publique dans l'Ouest de la Gaule lyonnaise : Approches méthodologiques, techniques de construction et structures de production (Ier – IIIe siècle apr. J.-C.), vol. I : Texte, Université du Maine, 2009, 594 p. (lire en ligne [PDF]).
- Christophe Loiseau, Le métal dans l'architecture publique dans l'Ouest de la Gaule lyonnaise : Approches méthodologiques, techniques de construction et structures de production (Ier – IIIe siècle apr. J.-C.), vol. II : Annexes, Université du Maine, 2009, 284 p. (lire en ligne [PDF]).
- Yvan Maligorne, « Parure monumentale des agglomérations secondaires dans les cités de l'Ouest », dans Yvan Maligorne et al., Aremorica 5 : Études sur l'ouest de la Gaule romaine, CRBC - Centre de recherche bretonne et celtique, 15 avril 2013, 170 p. (ISBN 978-2-901737-99-5, lire en ligne), pages 117 à 144.
- Alain Malissard, Les Romains et l'eau, Paris, Les Belles Lettres, coll. « Realia », 2002, 344 p. (ISBN 2-251-33814-4).
- Julien Rémy Pesche, Dictionnaire topographique, historique et statistique de la Sarthe, suivi d'une biographie et d'une bibliographie, vol. 1, Le Mans et Paris, Monnoyer et Bachelier, 1829, 390. (lire en ligne).